# Lista de asteroides (473001-474000)
Esta é uma lista parcial de asteroides, do asteroide número 473001 até o 474000, inclusive. Veja também o índice com todas as listas disponíveis.

| Objeto Próximos à Terra | Cinturão de asteroides (interno) | Cinturão de asteroides (externo) | Centauro       |
| Cruzador de Marte       | Cinturão de asteroides (meio)    | Troianos de Júpiter              | Transnetuniano |

Veja mais dados de cada asteroide na ligação externa para o Minor Planet Center na última coluna.
Índice: 473001... 473101... 473201... 473301... 473401... 473501... 473601... 473701... 473801... 473901... 

## 473001–473100
| Designação | Designação | Descoberta  | Descoberta    | Descobridor(es)     | Categoria | Mais informações / Referência |
| Permanente | Provisória | Data        | Local         | Descobridor(es)     | Categoria | Mais informações / Referência |
| ---------- | ---------- | ----------- | ------------- | ------------------- | --------- | ----------------------------- |
| 473001     | 2015 HZ34  | 14 dez 2007 | Mount Lemmon  | Mount Lemmon Survey | —         | MPC                           |
| 473002     | 2015 HK35  | 28 set 1994 | Kitt Peak     | Spacewatch          | —         | MPC                           |
| 473003     | 2015 HR36  | 28 abr 2011 | Mount Lemmon  | Mount Lemmon Survey | —         | MPC                           |
| 473004     | 2015 HH38  | 13 fev 2010 | Mount Lemmon  | Mount Lemmon Survey | —         | MPC                           |
| 473005     | 2015 HO38  | 7 mar 1997  | Kitt Peak     | Spacewatch          | —         | MPC                           |
| 473006     | 2015 HQ38  | 11 mai 2007 | Kitt Peak     | Spacewatch          | —         | MPC                           |
| 473007     | 2015 HC40  | 8 jan 1999  | Kitt Peak     | Spacewatch          | —         | MPC                           |
| 473008     | 2015 HE40  | 27 fev 2009 | Kitt Peak     | Spacewatch          | —         | MPC                           |
| 473009     | 2015 HV40  | 19 mar 2009 | Kitt Peak     | Spacewatch          | —         | MPC                           |
| 473010     | 2015 HX40  | 4 mar 2006  | Kitt Peak     | Spacewatch          | —         | MPC                           |
| 473011     | 2015 HC42  | 10 dez 2006 | Kitt Peak     | Spacewatch          | —         | MPC                           |
| 473012     | 2015 HJ42  | 13 set 2005 | Kitt Peak     | Spacewatch          | —         | MPC                           |
| 473013     | 2015 HM42  | 28 set 2003 | Kitt Peak     | Spacewatch          | —         | MPC                           |
| 473014     | 2015 HQ42  | 8 ago 2004  | Socorro       | LINEAR              | —         | MPC                           |
| 473015     | 2015 HV44  | 19 abr 1993 | Kitt Peak     | Spacewatch          | —         | MPC                           |
| 473016     | 2015 HD55  | 18 nov 2001 | Socorro       | LINEAR              | —         | MPC                           |
| 473017     | 2015 HX55  | 13 nov 2006 | Kitt Peak     | Spacewatch          | —         | MPC                           |
| 473018     | 2015 HZ55  | 24 jul 2000 | Kitt Peak     | Spacewatch          | Brangane  | MPC                           |
| 473019     | 2015 HN56  | 7 nov 2007  | Kitt Peak     | Spacewatch          | —         | MPC                           |
| 473020     | 2015 HT56  | 11 mar 2005 | Mount Lemmon  | Mount Lemmon Survey | —         | MPC                           |
| 473021     | 2015 HC57  | 6 jul 2005  | Kitt Peak     | Spacewatch          | —         | MPC                           |
| 473022     | 2015 HS59  | 15 dez 2007 | Kitt Peak     | Spacewatch          | —         | MPC                           |
| 473023     | 2015 HJ60  | 21 abr 2004 | Kitt Peak     | Spacewatch          | Brangane  | MPC                           |
| 473024     | 2015 HL61  | 29 nov 1992 | Kitt Peak     | Spacewatch          | —         | MPC                           |
| 473025     | 2015 HX61  | 28 abr 2011 | Kitt Peak     | Spacewatch          | —         | MPC                           |
| 473026     | 2015 HF62  | 11 jun 1997 | Kitt Peak     | Spacewatch          | —         | MPC                           |
| 473027     | 2015 HB64  | 9 out 2007  | Mount Lemmon  | Mount Lemmon Survey | —         | MPC                           |
| 473028     | 2015 HE64  | 18 abr 2007 | Kitt Peak     | Spacewatch          | —         | MPC                           |
| 473029     | 2015 HH68  | 24 set 2008 | Mount Lemmon  | Mount Lemmon Survey | —         | MPC                           |
| 473030     | 2015 HB69  | 20 abr 2004 | Kitt Peak     | Spacewatch          | —         | MPC                           |
| 473031     | 2015 HR69  | 3 fev 2009  | Mount Lemmon  | Mount Lemmon Survey | —         | MPC                           |
| 473032     | 2015 HS71  | 24 out 2007 | Mount Lemmon  | Mount Lemmon Survey | —         | MPC                           |
| 473033     | 2015 HG72  | 17 nov 2009 | Kitt Peak     | Spacewatch          | —         | MPC                           |
| 473034     | 2015 HE73  | 30 ago 2005 | Kitt Peak     | Spacewatch          | —         | MPC                           |
| 473035     | 2015 HW73  | 2 nov 2007  | Kitt Peak     | Spacewatch          | —         | MPC                           |
| 473036     | 2015 HS74  | 23 set 2009 | Mount Lemmon  | Mount Lemmon Survey | —         | MPC                           |
| 473037     | 2015 HD75  | 19 out 2006 | Kitt Peak     | Spacewatch          | —         | MPC                           |
| 473038     | 2015 HG75  | 7 mai 2007  | Kitt Peak     | Spacewatch          | —         | MPC                           |
| 473039     | 2015 HX76  | 19 set 2003 | Kitt Peak     | Spacewatch          | —         | MPC                           |
| 473040     | 2015 HK77  | 23 fev 2006 | Anderson Mesa | LONEOS              | —         | MPC                           |
| 473041     | 2015 HA79  | 4 set 2000  | Kitt Peak     | Spacewatch          | —         | MPC                           |
| 473042     | 2015 HU79  | 18 dez 2001 | Socorro       | LINEAR              | —         | MPC                           |
| 473043     | 2015 HM80  | 21 set 2008 | Kitt Peak     | Spacewatch          | —         | MPC                           |
| 473044     | 2015 HW80  | 16 mai 2010 | Kitt Peak     | Spacewatch          | —         | MPC                           |
| 473045     | 2015 HM81  | 10 mar 2005 | Mount Lemmon  | Mount Lemmon Survey | —         | MPC                           |
| 473046     | 2015 HQ81  | 29 jan 2011 | Mount Lemmon  | Mount Lemmon Survey | —         | MPC                           |
| 473047     | 2015 HU81  | 23 mar 2003 | Kitt Peak     | Spacewatch          | Ursula    | MPC                           |
| 473048     | 2015 HH82  | 16 out 2006 | Kitt Peak     | Spacewatch          | —         | MPC                           |
| 473049     | 2015 HY83  | 16 out 2006 | Kitt Peak     | Spacewatch          | —         | MPC                           |
| 473050     | 2015 HB84  | 16 jan 2009 | Mount Lemmon  | Mount Lemmon Survey | —         | MPC                           |
| 473051     | 2015 HL84  | 3 nov 2004  | Kitt Peak     | Spacewatch          | —         | MPC                           |
| 473052     | 2015 HR85  | 14 fev 2010 | Catalina      | CSS                 | —         | MPC                           |
| 473053     | 2015 HG86  | 9 out 2012  | Mount Lemmon  | Mount Lemmon Survey | —         | MPC                           |
| 473054     | 2015 HK86  | 5 mar 2008  | Mount Lemmon  | Mount Lemmon Survey | —         | MPC                           |
| 473055     | 2015 HM87  | 6 out 2008  | Kitt Peak     | Spacewatch          | —         | MPC                           |
| 473056     | 2015 HR88  | 3 dez 2012  | Mount Lemmon  | Mount Lemmon Survey | —         | MPC                           |
| 473057     | 2015 HU88  | 13 mar 2010 | WISE          | WISE                | —         | MPC                           |
| 473058     | 2015 HO90  | 24 ago 2001 | Kitt Peak     | Spacewatch          | Juno      | MPC                           |
| 473059     | 2015 HZ90  | 6 mai 2006  | Mount Lemmon  | Mount Lemmon Survey | —         | MPC                           |
| 473060     | 2015 HB91  | 18 set 2011 | Mount Lemmon  | Mount Lemmon Survey | —         | MPC                           |
| 473061     | 2015 HO91  | 20 nov 2000 | Socorro       | LINEAR              | —         | MPC                           |
| 473062     | 2015 HR91  | 12 fev 2004 | Kitt Peak     | Spacewatch          | —         | MPC                           |
| 473063     | 2015 HR92  | 22 fev 2009 | Kitt Peak     | Spacewatch          | —         | MPC                           |
| 473064     | 2015 HG93  | 23 set 2008 | Mount Lemmon  | Mount Lemmon Survey | —         | MPC                           |
| 473065     | 2015 HQ93  | 7 mai 2006  | Mount Lemmon  | Mount Lemmon Survey | —         | MPC                           |
| 473066     | 2015 HC94  | 15 jun 2007 | Kitt Peak     | Spacewatch          | —         | MPC                           |
| 473067     | 2015 HD94  | 3 nov 2005  | Mount Lemmon  | Mount Lemmon Survey | —         | MPC                           |
| 473068     | 2015 HF94  | 25 dez 2005 | Kitt Peak     | Spacewatch          | —         | MPC                           |
| 473069     | 2015 HP94  | 14 abr 2010 | WISE          | WISE                | —         | MPC                           |
| 473070     | 2015 HQ94  | 22 nov 2006 | Mount Lemmon  | Mount Lemmon Survey | —         | MPC                           |
| 473071     | 2015 HZ95  | 25 dez 2005 | Mount Lemmon  | Mount Lemmon Survey | —         | MPC                           |
| 473072     | 2015 HX96  | 28 nov 2010 | Kitt Peak     | Spacewatch          | —         | MPC                           |
| 473073     | 2015 HV99  | 1 dez 2008  | Mount Lemmon  | Mount Lemmon Survey | —         | MPC                           |
| 473074     | 2015 HD102 | 15 set 2006 | Kitt Peak     | Spacewatch          | —         | MPC                           |
| 473075     | 2015 HV104 | 3 mar 2005  | Catalina      | CSS                 | —         | MPC                           |
| 473076     | 2015 HG105 | 25 abr 2007 | Kitt Peak     | Spacewatch          | —         | MPC                           |
| 473077     | 2015 HE107 | 20 dez 2009 | Mount Lemmon  | Mount Lemmon Survey | —         | MPC                           |
| 473078     | 2015 HQ114 | 8 out 2012  | Catalina      | CSS                 | —         | MPC                           |
| 473079     | 2015 HC115 | 14 set 2007 | Catalina      | CSS                 | —         | MPC                           |
| 473080     | 2015 HP120 | 7 jan 2011  | Kitt Peak     | Spacewatch          | Vesta     | MPC                           |
| 473081     | 2015 HX123 | 24 abr 2006 | Kitt Peak     | Spacewatch          | —         | MPC                           |
| 473082     | 2015 HF138 | 1 nov 2008  | Mount Lemmon  | Mount Lemmon Survey | —         | MPC                           |
| 473083     | 2015 HG144 | 15 abr 2010 | Mount Lemmon  | Mount Lemmon Survey | —         | MPC                           |
| 473084     | 2015 HN145 | 10 mar 2005 | Mount Lemmon  | Mount Lemmon Survey | —         | MPC                           |
| 473085     | 2015 HQ148 | 19 abr 2006 | Mount Lemmon  | Mount Lemmon Survey | —         | MPC                           |
| 473086     | 2015 HK149 | 10 out 2012 | Mount Lemmon  | Mount Lemmon Survey | —         | MPC                           |
| 473087     | 2015 HL149 | 3 set 1999  | Kitt Peak     | Spacewatch          | —         | MPC                           |
| 473088     | 2015 HT149 | 23 mar 1998 | Kitt Peak     | Spacewatch          | —         | MPC                           |
| 473089     | 2015 HN150 | 11 jun 2004 | Kitt Peak     | Spacewatch          | —         | MPC                           |
| 473090     | 2015 HC151 | 28 jan 2014 | Mount Lemmon  | Mount Lemmon Survey | Brangane  | MPC                           |
| 473091     | 2015 HU153 | 28 mar 2004 | Kitt Peak     | Spacewatch          | —         | MPC                           |
| 473092     | 2015 HU154 | 12 set 2007 | Mount Lemmon  | Mount Lemmon Survey | —         | MPC                           |
| 473093     | 2015 HZ154 | 17 set 2012 | Mount Lemmon  | Mount Lemmon Survey | —         | MPC                           |
| 473094     | 2015 HA162 | 3 fev 2009  | Mount Lemmon  | Mount Lemmon Survey | —         | MPC                           |
| 473095     | 2015 HJ162 | 21 nov 2003 | Kitt Peak     | Spacewatch          | —         | MPC                           |
| 473096     | 2015 HU162 | 18 set 2011 | Mount Lemmon  | Mount Lemmon Survey | —         | MPC                           |
| 473097     | 2015 HV165 | 23 set 2005 | Kitt Peak     | Spacewatch          | —         | MPC                           |
| 473098     | 2015 HW165 | 13 nov 2007 | Mount Lemmon  | Mount Lemmon Survey | —         | MPC                           |
| 473099     | 2015 HG167 | 11 mar 2007 | Kitt Peak     | Spacewatch          | —         | MPC                           |
| 473100     | 2015 HN167 | 3 fev 2009  | Kitt Peak     | Spacewatch          | —         | MPC                           |

## 473101–473200
| Designação | Designação | Descoberta  | Descoberta       | Descobridor(es)     | Categoria | Mais informações / Referência |
| Permanente | Provisória | Data        | Local            | Descobridor(es)     | Categoria | Mais informações / Referência |
| ---------- | ---------- | ----------- | ---------------- | ------------------- | --------- | ----------------------------- |
| 473101     | 2015 HT169 | 13 mai 2004 | Kitt Peak        | Spacewatch          | —         | MPC                           |
| 473102     | 2015 HV170 | 24 set 2008 | Mount Lemmon     | Mount Lemmon Survey | —         | MPC                           |
| 473103     | 2015 HW170 | 28 set 2000 | Kitt Peak        | Spacewatch          | —         | MPC                           |
| 473104     | 2015 HB172 | 21 set 2012 | Kitt Peak        | Spacewatch          | —         | MPC                           |
| 473105     | 2015 HO172 | 25 out 2008 | Kitt Peak        | Spacewatch          | —         | MPC                           |
| 473106     | 2015 HQ172 | 15 mai 2004 | Siding Spring    | SSS                 | —         | MPC                           |
| 473107     | 2015 HT172 | 27 out 2005 | Mount Lemmon     | Mount Lemmon Survey | —         | MPC                           |
| 473108     | 2015 HC173 | 27 out 2005 | Kitt Peak        | Spacewatch          | —         | MPC                           |
| 473109     | 2015 HM173 | 30 dez 2005 | Kitt Peak        | Spacewatch          | —         | MPC                           |
| 473110     | 2015 HN173 | 24 fev 2006 | Catalina         | CSS                 | —         | MPC                           |
| 473111     | 2015 HS173 | 21 dez 2008 | Mount Lemmon     | Mount Lemmon Survey | Eos       | MPC                           |
| 473112     | 2015 HZ173 | 3 mar 2009  | Catalina         | CSS                 | —         | MPC                           |
| 473113     | 2015 HA174 | 18 jan 2008 | Mount Lemmon     | Mount Lemmon Survey | —         | MPC                           |
| 473114     | 2015 HL174 | 24 fev 2010 | WISE             | WISE                | —         | MPC                           |
| 473115     | 2015 HU175 | 12 nov 2012 | Mount Lemmon     | Mount Lemmon Survey | —         | MPC                           |
| 473116     | 2015 HW175 | 16 abr 2004 | Kitt Peak        | Spacewatch          | —         | MPC                           |
| 473117     | 2015 HZ175 | 18 abr 1998 | Kitt Peak        | Spacewatch          | —         | MPC                           |
| 473118     | 2015 HS176 | 11 ago 2004 | Campo Imperatore | CINEOS              | —         | MPC                           |
| 473119     | 2015 HF177 | 29 ago 2006 | Kitt Peak        | Spacewatch          | —         | MPC                           |
| 473120     | 2015 HL179 | 9 nov 2007  | Kitt Peak        | Spacewatch          | —         | MPC                           |
| 473121     | 2015 HJ180 | 13 dez 2006 | Kitt Peak        | Spacewatch          | —         | MPC                           |
| 473122     | 2015 JS    | 28 jan 2006 | Catalina         | CSS                 | —         | MPC                           |
| 473123     | 2015 JS2   | 20 jun 2010 | Mount Lemmon     | Mount Lemmon Survey | —         | MPC                           |
| 473124     | 2015 JV2   | 15 mar 2004 | Kitt Peak        | Spacewatch          | Brangane  | MPC                           |
| 473125     | 2015 JH3   | 31 jan 2010 | WISE             | WISE                | —         | MPC                           |
| 473126     | 2015 JP3   | 18 set 2011 | Catalina         | CSS                 | —         | MPC                           |
| 473127     | 2015 JZ4   | 15 out 2012 | Catalina         | CSS                 | —         | MPC                           |
| 473128     | 2015 JG5   | 28 out 2008 | Mount Lemmon     | Mount Lemmon Survey | —         | MPC                           |
| 473129     | 2015 JM5   | 10 jan 2008 | Mount Lemmon     | Mount Lemmon Survey | —         | MPC                           |
| 473130     | 2015 JQ6   | 5 dez 2007  | Kitt Peak        | Spacewatch          | —         | MPC                           |
| 473131     | 2015 JV6   | 17 nov 2006 | Mount Lemmon     | Mount Lemmon Survey | —         | MPC                           |
| 473132     | 2015 JZ6   | 29 set 2003 | Kitt Peak        | Spacewatch          | —         | MPC                           |
| 473133     | 2015 JS7   | 25 dez 2013 | Mount Lemmon     | Mount Lemmon Survey | —         | MPC                           |
| 473134     | 2015 JJ10  | 28 abr 2010 | WISE             | WISE                | —         | MPC                           |
| 473135     | 2015 KK2   | 18 dez 2009 | Mount Lemmon     | Mount Lemmon Survey | —         | MPC                           |
| 473136     | 2015 KD3   | 21 abr 2010 | WISE             | WISE                | —         | MPC                           |
| 473137     | 2015 KK3   | 12 set 2007 | Kitt Peak        | Spacewatch          | —         | MPC                           |
| 473138     | 2015 KR3   | 10 out 2008 | Mount Lemmon     | Mount Lemmon Survey | —         | MPC                           |
| 473139     | 2015 KT3   | 17 set 2006 | Catalina         | CSS                 | —         | MPC                           |
| 473140     | 2015 KP4   | 13 dez 2006 | Kitt Peak        | Spacewatch          | —         | MPC                           |
| 473141     | 2015 KN5   | 10 set 2007 | Mount Lemmon     | Mount Lemmon Survey | —         | MPC                           |
| 473142     | 2015 KH6   | 26 ago 2011 | Kitt Peak        | Spacewatch          | —         | MPC                           |
| 473143     | 2015 KL6   | 16 jan 2008 | Kitt Peak        | Spacewatch          | —         | MPC                           |
| 473144     | 2015 KP6   | 4 dez 2007  | Catalina         | CSS                 | —         | MPC                           |
| 473145     | 2015 KQ8   | 11 mar 2010 | WISE             | WISE                | —         | MPC                           |
| 473146     | 2015 KW10  | 19 jun 2010 | Mount Lemmon     | Mount Lemmon Survey | —         | MPC                           |
| 473147     | 2015 KG11  | 14 jun 2005 | Mount Lemmon     | Mount Lemmon Survey | —         | MPC                           |
| 473148     | 2015 KL11  | 11 fev 2014 | Mount Lemmon     | Mount Lemmon Survey | Brangane  | MPC                           |
| 473149     | 2015 KU12  | 8 jan 2010  | Mount Lemmon     | Mount Lemmon Survey | —         | MPC                           |
| 473150     | 2015 KY12  | 11 jan 2008 | Mount Lemmon     | Mount Lemmon Survey | —         | MPC                           |
| 473151     | 2015 KR14  | 23 set 2011 | Kitt Peak        | Spacewatch          | —         | MPC                           |
| 473152     | 2015 KM16  | 14 set 2006 | Kitt Peak        | Spacewatch          | Brangane  | MPC                           |
| 473153     | 2015 KW17  | 10 jul 2005 | Kitt Peak        | Spacewatch          | —         | MPC                           |
| 473154     | 2015 KR20  | 23 fev 2006 | Anderson Mesa    | LONEOS              | —         | MPC                           |
| 473155     | 2015 KZ21  | 31 dez 2013 | Kitt Peak        | Spacewatch          | —         | MPC                           |
| 473156     | 2015 KS24  | 26 fev 2008 | Kitt Peak        | Spacewatch          | Brangane  | MPC                           |
| 473157     | 2015 KH26  | 31 dez 1999 | Kitt Peak        | Spacewatch          | —         | MPC                           |
| 473158     | 2015 KN26  | 22 mai 2011 | Mount Lemmon     | Mount Lemmon Survey | —         | MPC                           |
| 473159     | 2015 KW27  | 22 out 2012 | Mount Lemmon     | Mount Lemmon Survey | —         | MPC                           |
| 473160     | 2015 KE28  | 17 set 2003 | Kitt Peak        | Spacewatch          | —         | MPC                           |
| 473161     | 2015 KE29  | 13 out 2012 | Kitt Peak        | Spacewatch          | Eos       | MPC                           |
| 473162     | 2015 KP30  | 19 nov 2006 | Kitt Peak        | Spacewatch          | —         | MPC                           |
| 473163     | 2015 KA31  | 21 out 2006 | Kitt Peak        | Spacewatch          | —         | MPC                           |
| 473164     | 2015 KC31  | 20 nov 2003 | Socorro          | LINEAR              | —         | MPC                           |
| 473165     | 2015 KO31  | 22 abr 2009 | Mount Lemmon     | Mount Lemmon Survey | —         | MPC                           |
| 473166     | 2015 KS31  | 19 nov 2006 | Kitt Peak        | Spacewatch          | Ursula    | MPC                           |
| 473167     | 2015 KE32  | 4 nov 2012  | Mount Lemmon     | Mount Lemmon Survey | —         | MPC                           |
| 473168     | 2015 KR32  | 20 abr 2009 | Mount Lemmon     | Mount Lemmon Survey | —         | MPC                           |
| 473169     | 2015 KU32  | 23 out 2008 | Mount Lemmon     | Mount Lemmon Survey | Phocaea   | MPC                           |
| 473170     | 2015 KJ38  | 20 set 2008 | Kitt Peak        | Spacewatch          | —         | MPC                           |
| 473171     | 2015 KY38  | 1 mar 2008  | Mount Lemmon     | Mount Lemmon Survey | —         | MPC                           |
| 473172     | 2015 KY39  | 19 ago 2006 | Kitt Peak        | Spacewatch          | —         | MPC                           |
| 473173     | 2015 KT46  | 15 dez 2006 | Kitt Peak        | Spacewatch          | —         | MPC                           |
| 473174     | 2015 KR49  | 30 out 2007 | Mount Lemmon     | Mount Lemmon Survey | —         | MPC                           |
| 473175     | 2015 KU52  | 20 nov 2006 | Kitt Peak        | Spacewatch          | —         | MPC                           |
| 473176     | 2015 KF57  | 31 dez 2002 | Socorro          | LINEAR              | —         | MPC                           |
| 473177     | 2015 KT59  | 17 abr 2010 | WISE             | WISE                | —         | MPC                           |
| 473178     | 2015 KZ60  | 25 mar 2006 | Kitt Peak        | Spacewatch          | —         | MPC                           |
| 473179     | 2015 KP63  | 17 abr 2005 | Kitt Peak        | Spacewatch          | —         | MPC                           |
| 473180     | 2015 KM64  | 15 nov 2007 | Mount Lemmon     | Mount Lemmon Survey | —         | MPC                           |
| 473181     | 2015 KL67  | 30 abr 2004 | Kitt Peak        | Spacewatch          | —         | MPC                           |
| 473182     | 2015 KU67  | 9 jan 2014  | Mount Lemmon     | Mount Lemmon Survey | —         | MPC                           |
| 473183     | 2015 KX67  | 8 mai 1994  | Kitt Peak        | Spacewatch          | —         | MPC                           |
| 473184     | 2015 KD69  | 10 fev 2008 | Kitt Peak        | Spacewatch          | —         | MPC                           |
| 473185     | 2015 KN70  | 20 fev 2014 | Mount Lemmon     | Mount Lemmon Survey | —         | MPC                           |
| 473186     | 2015 KR70  | 17 jan 2009 | Kitt Peak        | Spacewatch          | —         | MPC                           |
| 473187     | 2015 KD71  | 26 out 2008 | Mount Lemmon     | Mount Lemmon Survey | —         | MPC                           |
| 473188     | 2015 KG71  | 7 fev 2008  | Mount Lemmon     | Mount Lemmon Survey | —         | MPC                           |
| 473189     | 2015 KO71  | 17 mar 2009 | Kitt Peak        | Spacewatch          | —         | MPC                           |
| 473190     | 2015 KF72  | 15 nov 2007 | Catalina         | CSS                 | —         | MPC                           |
| 473191     | 2015 KJ73  | 30 out 2005 | Kitt Peak        | Spacewatch          | —         | MPC                           |
| 473192     | 2015 KU73  | 20 out 2012 | Mount Lemmon     | Mount Lemmon Survey | —         | MPC                           |
| 473193     | 2015 KZ75  | 1 mar 2009  | Kitt Peak        | Spacewatch          | Brangane  | MPC                           |
| 473194     | 2015 KH76  | 31 dez 2007 | Kitt Peak        | Spacewatch          | —         | MPC                           |
| 473195     | 2015 KJ76  | 11 jan 2008 | Mount Lemmon     | Mount Lemmon Survey | —         | MPC                           |
| 473196     | 2015 KQ77  | 26 fev 2009 | Kitt Peak        | Spacewatch          | —         | MPC                           |
| 473197     | 2015 KM82  | 15 dez 2006 | Kitt Peak        | Spacewatch          | —         | MPC                           |
| 473198     | 2015 KV83  | 30 dez 2007 | Kitt Peak        | Spacewatch          | Brangane  | MPC                           |
| 473199     | 2015 KF90  | 27 abr 2010 | WISE             | WISE                | —         | MPC                           |
| 473200     | 2015 KB91  | 16 dez 2007 | Mount Lemmon     | Mount Lemmon Survey | —         | MPC                           |

## 473201–473300
| Designação | Designação | Descoberta  | Descoberta    | Descobridor(es)     | Categoria | Mais informações / Referência |
| Permanente | Provisória | Data        | Local         | Descobridor(es)     | Categoria | Mais informações / Referência |
| ---------- | ---------- | ----------- | ------------- | ------------------- | --------- | ----------------------------- |
| 473201     | 2015 KT94  | 30 jan 2009 | Mount Lemmon  | Mount Lemmon Survey | Brangane  | MPC                           |
| 473202     | 2015 KF98  | 23 abr 2004 | Kitt Peak     | Spacewatch          | —         | MPC                           |
| 473203     | 2015 KW101 | 15 nov 2006 | Mount Lemmon  | Mount Lemmon Survey | Brangane  | MPC                           |
| 473204     | 2015 KF103 | 18 jan 2010 | WISE          | WISE                | —         | MPC                           |
| 473205     | 2015 KX110 | 9 fev 2008  | Kitt Peak     | Spacewatch          | —         | MPC                           |
| 473206     | 2015 KG113 | 26 set 1995 | Kitt Peak     | Spacewatch          | Brangane  | MPC                           |
| 473207     | 2015 KM113 | 19 mar 2009 | Kitt Peak     | Spacewatch          | —         | MPC                           |
| 473208     | 2015 KE115 | 12 nov 2010 | Mount Lemmon  | Mount Lemmon Survey | Juno      | MPC                           |
| 473209     | 2015 KJ116 | 3 abr 2010  | WISE          | WISE                | —         | MPC                           |
| 473210     | 2015 KM116 | 28 set 2009 | Kitt Peak     | Spacewatch          | Juno      | MPC                           |
| 473211     | 2015 KB120 | 20 jan 2009 | Catalina      | CSS                 | —         | MPC                           |
| 473212     | 2015 KT125 | 8 nov 2007  | Mount Lemmon  | Mount Lemmon Survey | Brangane  | MPC                           |
| 473213     | 2015 KF129 | 1 mar 2009  | Mount Lemmon  | Mount Lemmon Survey | —         | MPC                           |
| 473214     | 2015 KS129 | 25 jan 2006 | Kitt Peak     | Spacewatch          | —         | MPC                           |
| 473215     | 2015 KX129 | 1 jan 2009  | Kitt Peak     | Spacewatch          | —         | MPC                           |
| 473216     | 2015 KB131 | 8 mai 2005  | Kitt Peak     | Spacewatch          | —         | MPC                           |
| 473217     | 2015 KP133 | 12 set 2007 | Mount Lemmon  | Mount Lemmon Survey | —         | MPC                           |
| 473218     | 2015 KW133 | 24 nov 2006 | Kitt Peak     | Spacewatch          | —         | MPC                           |
| 473219     | 2015 KY133 | 29 nov 2005 | Mount Lemmon  | Mount Lemmon Survey | —         | MPC                           |
| 473220     | 2015 KY135 | 29 nov 2003 | Kitt Peak     | Spacewatch          | —         | MPC                           |
| 473221     | 2015 KF140 | 28 jan 2006 | Kitt Peak     | Spacewatch          | —         | MPC                           |
| 473222     | 2015 KD141 | 25 mai 2006 | Mount Lemmon  | Mount Lemmon Survey | Eos       | MPC                           |
| 473223     | 2015 KY141 | 8 out 2012  | Kitt Peak     | Spacewatch          | —         | MPC                           |
| 473224     | 2015 KW142 | 21 out 1995 | Kitt Peak     | Spacewatch          | —         | MPC                           |
| 473225     | 2015 KX144 | 27 set 2006 | Kitt Peak     | Spacewatch          | —         | MPC                           |
| 473226     | 2015 KG145 | 10 fev 2014 | Mount Lemmon  | Mount Lemmon Survey | —         | MPC                           |
| 473227     | 2015 KO147 | 13 mai 2009 | Kitt Peak     | Spacewatch          | —         | MPC                           |
| 473228     | 2015 KW147 | 10 fev 2008 | Mount Lemmon  | Mount Lemmon Survey | —         | MPC                           |
| 473229     | 2015 KC150 | 14 abr 2004 | Kitt Peak     | Spacewatch          | —         | MPC                           |
| 473230     | 2015 KP151 | 4 ago 2008  | Siding Spring | SSS                 | —         | MPC                           |
| 473231     | 2015 KH152 | 11 jan 2008 | Kitt Peak     | Spacewatch          | —         | MPC                           |
| 473232     | 2015 KE156 | 31 jan 2009 | Mount Lemmon  | Mount Lemmon Survey | —         | MPC                           |
| 473233     | 2015 KG161 | 7 set 2004  | Kitt Peak     | Spacewatch          | —         | MPC                           |
| 473234     | 2015 LA    | 27 fev 2006 | Kitt Peak     | Spacewatch          | —         | MPC                           |
| 473235     | 2015 LO    | 5 out 2003  | Kitt Peak     | Spacewatch          | —         | MPC                           |
| 473236     | 2015 LM3   | 25 dez 2009 | Kitt Peak     | Spacewatch          | —         | MPC                           |
| 473237     | 2015 LM4   | 3 jul 2005  | Mount Lemmon  | Mount Lemmon Survey | Brangane  | MPC                           |
| 473238     | 2015 LZ4   | 17 nov 2006 | Kitt Peak     | Spacewatch          | —         | MPC                           |
| 473239     | 2015 LL6   | 25 jul 2008 | Siding Spring | SSS                 | Juno      | MPC                           |
| 473240     | 2015 LE13  | 29 nov 2005 | Catalina      | CSS                 | —         | MPC                           |
| 473241     | 2015 LL23  | 15 mar 2004 | Kitt Peak     | Spacewatch          | —         | MPC                           |
| 473242     | 2015 LH32  | 22 nov 2000 | Kitt Peak     | Spacewatch          | —         | MPC                           |
| 473243     | 2015 LV36  | 25 mai 2010 | Mount Lemmon  | Mount Lemmon Survey | —         | MPC                           |
| 473244     | 2015 LE37  | 7 nov 2008  | Mount Lemmon  | Mount Lemmon Survey | Phocaea   | MPC                           |
| 473245     | 2015 LG37  | 11 nov 2006 | Mount Lemmon  | Mount Lemmon Survey | —         | MPC                           |
| 473246     | 2015 LN37  | 23 mai 2010 | WISE          | WISE                | —         | MPC                           |
| 473247     | 2015 MF1   | 10 jan 2008 | Mount Lemmon  | Mount Lemmon Survey | Brangane  | MPC                           |
| 473248     | 2015 MT1   | 16 set 2003 | Kitt Peak     | Spacewatch          | —         | MPC                           |
| 473249     | 2015 MW1   | 7 nov 2008  | Mount Lemmon  | Mount Lemmon Survey | —         | MPC                           |
| 473250     | 2015 MA2   | 13 jan 2008 | Kitt Peak     | Spacewatch          | —         | MPC                           |
| 473251     | 2015 MD2   | 4 dez 2012  | Mount Lemmon  | Mount Lemmon Survey | Brangane  | MPC                           |
| 473252     | 2015 ML6   | 14 fev 2013 | Kitt Peak     | Spacewatch          | —         | MPC                           |
| 473253     | 2015 MF15  | 11 mar 2008 | Mount Lemmon  | Mount Lemmon Survey | —         | MPC                           |
| 473254     | 2015 MQ19  | 21 mar 2002 | Kitt Peak     | Spacewatch          | —         | MPC                           |
| 473255     | 2015 MT21  | 29 mar 2010 | WISE          | WISE                | —         | MPC                           |
| 473256     | 2015 MT23  | 6 nov 2012  | Mount Lemmon  | Mount Lemmon Survey | —         | MPC                           |
| 473257     | 2015 MF24  | 16 mar 2004 | Kitt Peak     | Spacewatch          | —         | MPC                           |
| 473258     | 2015 MU24  | 18 mar 2009 | Kitt Peak     | Spacewatch          | —         | MPC                           |
| 473259     | 2015 MD26  | 28 set 2006 | Catalina      | CSS                 | Brangane  | MPC                           |
| 473260     | 2015 MX26  | 18 mar 2010 | Kitt Peak     | Spacewatch          | —         | MPC                           |
| 473261     | 2015 MA28  | 17 set 2009 | Kitt Peak     | Spacewatch          | Juno      | MPC                           |
| 473262     | 2015 MN31  | 13 nov 2006 | Catalina      | CSS                 | —         | MPC                           |
| 473263     | 2015 ML35  | 19 jan 2008 | Mount Lemmon  | Mount Lemmon Survey | —         | MPC                           |
| 473264     | 2015 MT35  | 18 jun 2006 | Kitt Peak     | Spacewatch          | —         | MPC                           |
| 473265     | 2015 MY35  | 19 set 2006 | Catalina      | CSS                 | Brangane  | MPC                           |
| 473266     | 2015 MC36  | 21 nov 2006 | Mount Lemmon  | Mount Lemmon Survey | —         | MPC                           |
| 473267     | 2015 MN37  | 2 abr 2009  | Kitt Peak     | Spacewatch          | —         | MPC                           |
| 473268     | 2015 MF38  | 1 jan 2003  | Kitt Peak     | Spacewatch          | —         | MPC                           |
| 473269     | 2015 MJ42  | 16 out 2007 | Mount Lemmon  | Mount Lemmon Survey | —         | MPC                           |
| 473270     | 2015 MM44  | 12 nov 2012 | Catalina      | CSS                 | —         | MPC                           |
| 473271     | 2015 MH66  | 16 dez 2007 | Catalina      | CSS                 | Eos       | MPC                           |
| 473272     | 2015 MR91  | 3 abr 2010  | WISE          | WISE                | —         | MPC                           |
| 473273     | 2015 MJ92  | 1 jan 2008  | Kitt Peak     | Spacewatch          | —         | MPC                           |
| 473274     | 2015 MW92  | 4 dez 2012  | Mount Lemmon  | Mount Lemmon Survey | —         | MPC                           |
| 473275     | 2015 MW93  | 13 nov 2006 | Catalina      | CSS                 | —         | MPC                           |
| 473276     | 2015 MC94  | 8 mar 2008  | Mount Lemmon  | Mount Lemmon Survey | —         | MPC                           |
| 473277     | 2015 NT10  | 27 jan 2010 | WISE          | WISE                | —         | MPC                           |
| 473278     | 2015 ND11  | 9 jan 2014  | Mount Lemmon  | Mount Lemmon Survey | —         | MPC                           |
| 473279     | 2015 NG12  | 10 jan 2008 | Catalina      | CSS                 | —         | MPC                           |
| 473280     | 2015 NR22  | 12 mar 2003 | Kitt Peak     | Spacewatch          | —         | MPC                           |
| 473281     | 2015 NT25  | 7 mai 2005  | Mount Lemmon  | Mount Lemmon Survey | —         | MPC                           |
| 473282     | 2015 OC5   | 3 dez 2010  | Mount Lemmon  | Mount Lemmon Survey | Juno      | MPC                           |
| 473283     | 2015 OO19  | 16 set 2006 | Kitt Peak     | Spacewatch          | —         | MPC                           |
| 473284     | 2015 OE42  | 20 set 2001 | Socorro       | LINEAR              | Eos       | MPC                           |
| 473285     | 2015 PZ7   | 26 jun 2007 | Kitt Peak     | Spacewatch          | —         | MPC                           |
| 473286     | 2015 PD30  | 8 fev 2007  | Kitt Peak     | Spacewatch          | Brangane  | MPC                           |
| 473287     | 2015 PZ46  | 30 abr 2009 | Kitt Peak     | Spacewatch          | —         | MPC                           |
| 473288     | 2015 PT281 | 28 out 2010 | Mount Lemmon  | Mount Lemmon Survey | —         | MPC                           |
| 473289     | 2015 PL293 | 24 abr 2011 | Mount Lemmon  | Mount Lemmon Survey | —         | MPC                           |
| 473290     | 2015 PF294 | 10 ago 2004 | Socorro       | LINEAR              | —         | MPC                           |
| 473291     | 2015 PY304 | 20 mar 2010 | Mount Lemmon  | Mount Lemmon Survey | —         | MPC                           |
| 473292     | 2015 PP305 | 5 fev 2009  | Kitt Peak     | Spacewatch          | —         | MPC                           |
| 473293     | 2015 PW306 | 2 nov 2000  | Kitt Peak     | Spacewatch          | —         | MPC                           |
| 473294     | 2015 PM310 | 22 nov 2006 | Mount Lemmon  | Mount Lemmon Survey | —         | MPC                           |
| 473295     | 2015 QO    | 7 mai 2006  | Kitt Peak     | Spacewatch          | Phocaea   | MPC                           |
| 473296     | 2015 QR10  | 3 nov 2005  | Mount Lemmon  | Mount Lemmon Survey | —         | MPC                           |
| 473297     | 2015 RW10  | 20 set 2003 | Kitt Peak     | Spacewatch          | —         | MPC                           |
| 473298     | 2015 RV16  | 9 set 2004  | Kitt Peak     | Spacewatch          | —         | MPC                           |
| 473299     | 2015 RJ17  | 9 nov 2004  | Catalina      | CSS                 | —         | MPC                           |
| 473300     | 2015 RF25  | 28 jan 2000 | Kitt Peak     | Spacewatch          | —         | MPC                           |

## 473301–473400
| Designação | Designação | Descoberta  | Descoberta       | Descobridor(es)     | Categoria | Mais informações / Referência |
| Permanente | Provisória | Data        | Local            | Descobridor(es)     | Categoria | Mais informações / Referência |
| ---------- | ---------- | ----------- | ---------------- | ------------------- | --------- | ----------------------------- |
| 473301     | 2015 RA27  | 24 set 2000 | Anderson Mesa    | LONEOS              | —         | MPC                           |
| 473302     | 2015 RX34  | 15 set 2004 | Kitt Peak        | Spacewatch          | Mitidika  | MPC                           |
| 473303     | 2015 RC56  | 17 set 2010 | Mount Lemmon     | Mount Lemmon Survey | —         | MPC                           |
| 473304     | 2015 RV70  | 25 abr 2003 | Kitt Peak        | Spacewatch          | —         | MPC                           |
| 473305     | 2015 RK84  | 8 out 2004  | Socorro          | LINEAR              | —         | MPC                           |
| 473306     | 2015 RT87  | 19 nov 2008 | Mount Lemmon     | Mount Lemmon Survey | —         | MPC                           |
| 473307     | 2015 RO88  | 21 jun 2010 | Mount Lemmon     | Mount Lemmon Survey | —         | MPC                           |
| 473308     | 2015 RM89  | 11 nov 2010 | Catalina         | CSS                 | —         | MPC                           |
| 473309     | 2015 RO92  | 20 set 2011 | Kitt Peak        | Spacewatch          | —         | MPC                           |
| 473310     | 2015 RR96  | 19 set 2001 | Socorro          | LINEAR              | —         | MPC                           |
| 473311     | 2015 RE101 | 12 ago 2004 | Campo Imperatore | CINEOS              | —         | MPC                           |
| 473312     | 2015 RH104 | 20 nov 2003 | Kitt Peak        | Spacewatch          | —         | MPC                           |
| 473313     | 2015 RD105 | 25 out 2005 | Kitt Peak        | Spacewatch          | Brangane  | MPC                           |
| 473314     | 2015 RW106 | 29 set 2011 | Mount Lemmon     | Mount Lemmon Survey | —         | MPC                           |
| 473315     | 2015 RU108 | 7 out 2004  | Socorro          | LINEAR              | Ursula    | MPC                           |
| 473316     | 2015 RG118 | 29 ago 2006 | Kitt Peak        | Spacewatch          | Phocaea   | MPC                           |
| 473317     | 2015 RN122 | 20 nov 2008 | Kitt Peak        | Spacewatch          | —         | MPC                           |
| 473318     | 2015 RP185 | 9 mar 2007  | Mount Lemmon     | Mount Lemmon Survey | —         | MPC                           |
| 473319     | 2015 RC222 | 26 mar 2008 | Mount Lemmon     | Mount Lemmon Survey | —         | MPC                           |
| 473320     | 2015 RB224 | 20 abr 2007 | Mount Lemmon     | Mount Lemmon Survey | —         | MPC                           |
| 473321     | 2015 RJ240 | 28 dez 2011 | Catalina         | CSS                 | Phocaea   | MPC                           |
| 473322     | 2015 SW2   | 2 dez 2004  | Anderson Mesa    | LONEOS              | —         | MPC                           |
| 473323     | 2015 SO10  | 19 fev 2009 | Kitt Peak        | Spacewatch          | —         | MPC                           |
| 473324     | 2015 SW17  | 9 out 2004  | Kitt Peak        | Spacewatch          | —         | MPC                           |
| 473325     | 2015 SR19  | 15 set 2009 | Kitt Peak        | Spacewatch          | —         | MPC                           |
| 473326     | 2015 TY6   | 10 set 2010 | Kitt Peak        | Spacewatch          | —         | MPC                           |
| 473327     | 2015 TZ6   | 25 out 2005 | Anderson Mesa    | LONEOS              | —         | MPC                           |
| 473328     | 2015 TV12  | 10 fev 1999 | Kitt Peak        | Spacewatch          | —         | MPC                           |
| 473329     | 2015 TG69  | 27 fev 2006 | Kitt Peak        | Spacewatch          | —         | MPC                           |
| 473330     | 2015 TE82  | 2 out 2006  | Kitt Peak        | Spacewatch          | —         | MPC                           |
| 473331     | 2015 TO85  | 27 ago 2005 | Kitt Peak        | Spacewatch          | —         | MPC                           |
| 473332     | 2015 TD91  | 8 nov 2007  | Mount Lemmon     | Mount Lemmon Survey | —         | MPC                           |
| 473333     | 2015 TC104 | 4 out 2007  | Mount Lemmon     | Mount Lemmon Survey | —         | MPC                           |
| 473334     | 2015 TF104 | 9 out 2004  | Kitt Peak        | Spacewatch          | —         | MPC                           |
| 473335     | 2015 TD107 | 31 dez 2007 | Catalina         | CSS                 | —         | MPC                           |
| 473336     | 2015 TR109 | 27 out 2008 | Mount Lemmon     | Mount Lemmon Survey | —         | MPC                           |
| 473337     | 2015 TS110 | 27 out 2005 | Mount Lemmon     | Mount Lemmon Survey | —         | MPC                           |
| 473338     | 2015 TM122 | 14 dez 2003 | Kitt Peak        | Spacewatch          | —         | MPC                           |
| 473339     | 2015 TP147 | 8 out 2004  | Kitt Peak        | Spacewatch          | —         | MPC                           |
| 473340     | 2015 TO160 | 14 set 2007 | Kitt Peak        | Spacewatch          | —         | MPC                           |
| 473341     | 2015 TK171 | 18 set 2001 | Kitt Peak        | Spacewatch          | —         | MPC                           |
| 473342     | 2015 TZ171 | 22 dez 2005 | Kitt Peak        | Spacewatch          | —         | MPC                           |
| 473343     | 2015 TD189 | 5 dez 2007  | Mount Lemmon     | Mount Lemmon Survey | —         | MPC                           |
| 473344     | 2015 TG190 | 7 mai 2008  | Kitt Peak        | Spacewatch          | —         | MPC                           |
| 473345     | 2015 TD193 | 10 set 2004 | Kitt Peak        | Spacewatch          | —         | MPC                           |
| 473346     | 2015 TL193 | 7 jun 2006  | Siding Spring    | SSS                 | Phocaea   | MPC                           |
| 473347     | 2015 TU193 | 18 jun 2010 | Mount Lemmon     | Mount Lemmon Survey | —         | MPC                           |
| 473348     | 2015 TE197 | 31 dez 2007 | Kitt Peak        | Spacewatch          | —         | MPC                           |
| 473349     | 2015 TT204 | 4 out 2006  | Mount Lemmon     | Mount Lemmon Survey | —         | MPC                           |
| 473350     | 2015 TG205 | 3 mai 2010  | Kitt Peak        | Spacewatch          | —         | MPC                           |
| 473351     | 2015 TL209 | 26 set 2009 | Mount Lemmon     | Mount Lemmon Survey | —         | MPC                           |
| 473352     | 2015 TH216 | 14 set 1999 | Kitt Peak        | Spacewatch          | Pallas    | MPC                           |
| 473353     | 2015 TQ233 | 30 dez 2005 | Kitt Peak        | Spacewatch          | —         | MPC                           |
| 473354     | 2015 TN242 | 8 ago 2004  | Socorro          | LINEAR              | —         | MPC                           |
| 473355     | 2015 TF244 | 8 nov 2010  | Kitt Peak        | Spacewatch          | —         | MPC                           |
| 473356     | 2015 TU247 | 7 set 2004  | Kitt Peak        | Spacewatch          | —         | MPC                           |
| 473357     | 2015 TP249 | 9 mar 2008  | Mount Lemmon     | Mount Lemmon Survey | —         | MPC                           |
| 473358     | 2015 TS252 | 1 out 2005  | Kitt Peak        | Spacewatch          | —         | MPC                           |
| 473359     | 2015 TV256 | 19 abr 2007 | Kitt Peak        | Spacewatch          | —         | MPC                           |
| 473360     | 2015 TK265 | 11 out 2004 | Kitt Peak        | Spacewatch          | —         | MPC                           |
| 473361     | 2015 TY266 | 5 set 2008  | Kitt Peak        | Spacewatch          | —         | MPC                           |
| 473362     | 2015 TE282 | 19 ago 2006 | Kitt Peak        | Spacewatch          | —         | MPC                           |
| 473363     | 2015 TS292 | 29 out 1998 | Kitt Peak        | Spacewatch          | —         | MPC                           |
| 473364     | 2015 TU296 | 21 set 2003 | Kitt Peak        | Spacewatch          | —         | MPC                           |
| 473365     | 2015 TG303 | 1 jan 2009  | Mount Lemmon     | Mount Lemmon Survey | —         | MPC                           |
| 473366     | 2015 TE304 | 30 nov 2005 | Kitt Peak        | Spacewatch          | Brangane  | MPC                           |
| 473367     | 2015 TC312 | 22 set 2006 | Catalina         | CSS                 | —         | MPC                           |
| 473368     | 2015 TP331 | 29 mar 2009 | Catalina         | CSS                 | —         | MPC                           |
| 473369     | 2015 UZ9   | 9 out 2004  | Kitt Peak        | Spacewatch          | —         | MPC                           |
| 473370     | 2015 UB12  | 10 mar 2007 | Mount Lemmon     | Mount Lemmon Survey | —         | MPC                           |
| 473371     | 2015 UM12  | 12 jan 2008 | Mount Lemmon     | Mount Lemmon Survey | —         | MPC                           |
| 473372     | 2015 UA17  | 18 set 2006 | Kitt Peak        | Spacewatch          | —         | MPC                           |
| 473373     | 2015 UW17  | 26 mar 2003 | Kitt Peak        | Spacewatch          | —         | MPC                           |
| 473374     | 2015 UN38  | 9 mar 2007  | Mount Lemmon     | Mount Lemmon Survey | Brangane  | MPC                           |
| 473375     | 2015 UY45  | 8 nov 2010  | Kitt Peak        | Spacewatch          | —         | MPC                           |
| 473376     | 2015 UP49  | 15 dez 2007 | Kitt Peak        | Spacewatch          | —         | MPC                           |
| 473377     | 2015 UA54  | 29 out 1999 | Kitt Peak        | Spacewatch          | —         | MPC                           |
| 473378     | 2015 UZ65  | 27 set 2006 | Catalina         | CSS                 | —         | MPC                           |
| 473379     | 2015 US66  | 26 jan 2006 | Kitt Peak        | Spacewatch          | —         | MPC                           |
| 473380     | 2015 UL72  | 8 nov 2010  | Mount Lemmon     | Mount Lemmon Survey | Brangane  | MPC                           |
| 473381     | 2015 UQ72  | 20 nov 2001 | Socorro          | LINEAR              | —         | MPC                           |
| 473382     | 2015 UX72  | 21 out 2006 | Mount Lemmon     | Mount Lemmon Survey | —         | MPC                           |
| 473383     | 2015 UQ73  | 12 out 2004 | Kitt Peak        | Spacewatch          | —         | MPC                           |
| 473384     | 2015 UZ77  | 29 out 2006 | Kitt Peak        | Spacewatch          | —         | MPC                           |
| 473385     | 2015 UL78  | 3 out 2010  | Kitt Peak        | Spacewatch          | —         | MPC                           |
| 473386     | 2015 UL83  | 22 out 2006 | Mount Lemmon     | Mount Lemmon Survey | —         | MPC                           |
| 473387     | 2015 UX83  | 23 out 2004 | Kitt Peak        | Spacewatch          | —         | MPC                           |
| 473388     | 2015 VW23  | 27 fev 2006 | Catalina         | CSS                 | —         | MPC                           |
| 473389     | 2015 VC25  | 5 mai 2008  | Kitt Peak        | Spacewatch          | —         | MPC                           |
| 473390     | 2015 VF25  | 2 jan 2011  | Catalina         | CSS                 | —         | MPC                           |
| 473391     | 2015 VC26  | 4 nov 2004  | Kitt Peak        | Spacewatch          | —         | MPC                           |
| 473392     | 2015 VH26  | 4 out 2004  | Kitt Peak        | Spacewatch          | Brangane  | MPC                           |
| 473393     | 2015 VG39  | 14 dez 2010 | Mount Lemmon     | Mount Lemmon Survey | —         | MPC                           |
| 473394     | 2015 VK40  | 12 nov 2010 | Mount Lemmon     | Mount Lemmon Survey | —         | MPC                           |
| 473395     | 2015 VX40  | 15 set 2004 | Kitt Peak        | Spacewatch          | —         | MPC                           |
| 473396     | 2015 VF41  | 17 set 2009 | Catalina         | CSS                 | —         | MPC                           |
| 473397     | 2015 VT41  | 29 ago 2006 | Kitt Peak        | Spacewatch          | Phocaea   | MPC                           |
| 473398     | 2015 VX51  | 26 mai 2008 | Kitt Peak        | Spacewatch          | —         | MPC                           |
| 473399     | 2015 VD63  | 27 out 2005 | Anderson Mesa    | LONEOS              | —         | MPC                           |
| 473400     | 2015 VN71  | 3 fev 2012  | Mount Lemmon     | Mount Lemmon Survey | —         | MPC                           |

## 473401–473500
| Designação | Designação | Descoberta  | Descoberta       | Descobridor(es)     | Categoria | Mais informações / Referência |
| Permanente | Provisória | Data        | Local            | Descobridor(es)     | Categoria | Mais informações / Referência |
| ---------- | ---------- | ----------- | ---------------- | ------------------- | --------- | ----------------------------- |
| 473401     | 2015 VP74  | 8 out 2008  | Mount Lemmon     | Mount Lemmon Survey | —         | MPC                           |
| 473402     | 2015 VQ88  | 10 set 2007 | Kitt Peak        | Spacewatch          | —         | MPC                           |
| 473403     | 2015 VQ93  | 1 jan 2009  | Mount Lemmon     | Mount Lemmon Survey | —         | MPC                           |
| 473404     | 2015 VM94  | 14 jan 2011 | Mount Lemmon     | Mount Lemmon Survey | —         | MPC                           |
| 473405     | 2015 VM96  | 13 out 2006 | Kitt Peak        | Spacewatch          | —         | MPC                           |
| 473406     | 2015 VY101 | 14 out 1998 | Kitt Peak        | Spacewatch          | —         | MPC                           |
| 473407     | 2015 VA103 | 4 nov 2004  | Catalina         | CSS                 | —         | MPC                           |
| 473408     | 2015 VG112 | 5 abr 2009  | Kitt Peak        | Spacewatch          | —         | MPC                           |
| 473409     | 2015 VH113 | 13 jan 2005 | Kitt Peak        | Spacewatch          | —         | MPC                           |
| 473410     | 2015 VY116 | 15 set 2009 | Kitt Peak        | Spacewatch          | —         | MPC                           |
| 473411     | 2015 VK117 | 6 out 2004  | Kitt Peak        | Spacewatch          | Brangane  | MPC                           |
| 473412     | 2015 VR117 | 5 jun 2013  | Mount Lemmon     | Mount Lemmon Survey | —         | MPC                           |
| 473413     | 2015 VY117 | 8 dez 1998  | Kitt Peak        | Spacewatch          | —         | MPC                           |
| 473414     | 2015 VE118 | 28 mai 2008 | Mount Lemmon     | Mount Lemmon Survey | —         | MPC                           |
| 473415     | 2015 VN118 | 3 mar 2009  | Catalina         | CSS                 | —         | MPC                           |
| 473416     | 2015 VB120 | 22 set 2004 | Kitt Peak        | Spacewatch          | —         | MPC                           |
| 473417     | 2015 VS123 | 4 nov 2004  | Kitt Peak        | Spacewatch          | —         | MPC                           |
| 473418     | 2015 VV124 | 12 nov 2007 | Mount Lemmon     | Mount Lemmon Survey | —         | MPC                           |
| 473419     | 2015 VW128 | 1 mai 2009  | Kitt Peak        | Spacewatch          | Ino       | MPC                           |
| 473420     | 2015 VQ129 | 23 out 2006 | Mount Lemmon     | Mount Lemmon Survey | —         | MPC                           |
| 473421     | 2015 VE131 | 31 out 2008 | Catalina         | CSS                 | —         | MPC                           |
| 473422     | 2015 VJ135 | 9 out 2010  | Kitt Peak        | Spacewatch          | —         | MPC                           |
| 473423     | 2015 VU135 | 27 dez 2011 | Mount Lemmon     | Mount Lemmon Survey | —         | MPC                           |
| 473424     | 2015 VE137 | 13 ago 2010 | Kitt Peak        | Spacewatch          | —         | MPC                           |
| 473425     | 2015 VE141 | 15 nov 2010 | Mount Lemmon     | Mount Lemmon Survey | —         | MPC                           |
| 473426     | 2015 VG141 | 15 nov 2006 | Catalina         | CSS                 | —         | MPC                           |
| 473427     | 2015 VM141 | 17 set 2009 | Catalina         | CSS                 | —         | MPC                           |
| 473428     | 2015 VR141 | 21 jul 2010 | WISE             | WISE                | —         | MPC                           |
| 473429     | 2015 VR143 | 2 jan 2006  | Catalina         | CSS                 | —         | MPC                           |
| 473430     | 2015 VG149 | 25 set 2006 | Catalina         | CSS                 | Phocaea   | MPC                           |
| 473431     | 2015 WS3   | 19 mar 2009 | Mount Lemmon     | Mount Lemmon Survey | —         | MPC                           |
| 473432     | 2015 WC5   | 22 out 2005 | Kitt Peak        | Spacewatch          | —         | MPC                           |
| 473433     | 2015 WH7   | 3 nov 2004  | Anderson Mesa    | LONEOS              | —         | MPC                           |
| 473434     | 2015 WK7   | 6 dez 2005  | Kitt Peak        | Spacewatch          | Brangane  | MPC                           |
| 473435     | 2015 WE12  | 6 nov 2005  | Kitt Peak        | Spacewatch          | —         | MPC                           |
| 473436     | 2015 WN14  | 3 jan 2009  | Mount Lemmon     | Mount Lemmon Survey | —         | MPC                           |
| 473437     | 2015 WV14  | 21 nov 2008 | Kitt Peak        | Spacewatch          | —         | MPC                           |
| 473438     | 2015 WC15  | 7 out 2010  | Catalina         | CSS                 | —         | MPC                           |
| 473439     | 2015 WH15  | 3 abr 2000  | Kitt Peak        | Spacewatch          | —         | MPC                           |
| 473440     | 2015 XK    | 31 dez 2008 | Kitt Peak        | Spacewatch          | —         | MPC                           |
| 473441     | 2015 XD2   | 24 jun 2012 | Mount Lemmon     | Mount Lemmon Survey | —         | MPC                           |
| 473442     | 2015 XE2   | 10 dez 2004 | Kitt Peak        | Spacewatch          | —         | MPC                           |
| 473443     | 2015 XR2   | 10 mai 2010 | WISE             | WISE                | —         | MPC                           |
| 473444     | 2015 XT2   | 14 set 2007 | Catalina         | CSS                 | —         | MPC                           |
| 473445     | 2015 XP3   | 11 mar 2008 | Siding Spring    | SSS                 | —         | MPC                           |
| 473446     | 2015 XR3   | 2 set 2010  | Mount Lemmon     | Mount Lemmon Survey | —         | MPC                           |
| 473447     | 2015 XK4   | 14 jan 2010 | WISE             | WISE                | —         | MPC                           |
| 473448     | 2015 XT5   | 30 abr 2009 | Kitt Peak        | Spacewatch          | Phocaea   | MPC                           |
| 473449     | 2015 XV9   | 17 mar 2004 | Kitt Peak        | Spacewatch          | —         | MPC                           |
| 473450     | 2015 XQ10  | 10 jan 2011 | Kitt Peak        | Spacewatch          | —         | MPC                           |
| 473451     | 2015 XU12  | 6 dez 2010  | Catalina         | CSS                 | —         | MPC                           |
| 473452     | 2015 XG26  | 27 jan 2012 | Mount Lemmon     | Mount Lemmon Survey | —         | MPC                           |
| 473453     | 2015 XW30  | 1 dez 2005  | Kitt Peak        | Spacewatch          | —         | MPC                           |
| 473454     | 2015 XQ35  | 31 jan 2006 | Kitt Peak        | Spacewatch          | —         | MPC                           |
| 473455     | 2015 XP45  | 17 fev 2001 | Kitt Peak        | Spacewatch          | —         | MPC                           |
| 473456     | 2015 XE46  | 24 set 2009 | Mount Lemmon     | Mount Lemmon Survey | —         | MPC                           |
| 473457     | 2015 XV51  | 6 jan 2006  | Socorro          | LINEAR              | —         | MPC                           |
| 473458     | 2015 XA55  | 15 jan 2008 | Mount Lemmon     | Mount Lemmon Survey | —         | MPC                           |
| 473459     | 2015 XF56  | 30 abr 2009 | Kitt Peak        | Spacewatch          | —         | MPC                           |
| 473460     | 2015 XQ56  | 25 abr 2007 | Mount Lemmon     | Mount Lemmon Survey | —         | MPC                           |
| 473461     | 2015 XT56  | 5 mai 2008  | Kitt Peak        | Spacewatch          | —         | MPC                           |
| 473462     | 2015 XA58  | 30 set 2009 | Mount Lemmon     | Mount Lemmon Survey | —         | MPC                           |
| 473463     | 2015 XL59  | 22 dez 2005 | Kitt Peak        | Spacewatch          | —         | MPC                           |
| 473464     | 2015 XM59  | 18 set 2009 | Kitt Peak        | Spacewatch          | —         | MPC                           |
| 473465     | 2015 XQ59  | 16 jan 2011 | Mount Lemmon     | Mount Lemmon Survey | —         | MPC                           |
| 473466     | 2015 XY59  | 4 abr 2008  | Kitt Peak        | Spacewatch          | —         | MPC                           |
| 473467     | 2015 XU62  | 19 dez 2009 | Mount Lemmon     | Mount Lemmon Survey | —         | MPC                           |
| 473468     | 2015 XS64  | 11 abr 2007 | Kitt Peak        | Spacewatch          | —         | MPC                           |
| 473469     | 2015 XC65  | 11 set 2010 | Kitt Peak        | Spacewatch          | —         | MPC                           |
| 473470     | 2015 XE66  | 11 dez 2006 | Kitt Peak        | Spacewatch          | —         | MPC                           |
| 473471     | 2015 XF66  | 19 out 2006 | Mount Lemmon     | Mount Lemmon Survey | Phocaea   | MPC                           |
| 473472     | 2015 XH66  | 11 dez 2004 | Campo Imperatore | CINEOS              | —         | MPC                           |
| 473473     | 2015 XR69  | 18 dez 2007 | Mount Lemmon     | Mount Lemmon Survey | —         | MPC                           |
| 473474     | 2015 XC70  | 18 jul 2006 | Siding Spring    | SSS                 | Phocaea   | MPC                           |
| 473475     | 2015 XG71  | 21 jul 2004 | Siding Spring    | SSS                 | —         | MPC                           |
| 473476     | 2015 XS72  | 2 mai 2003  | Kitt Peak        | Spacewatch          | —         | MPC                           |
| 473477     | 2015 XG75  | 27 out 1998 | Kitt Peak        | Spacewatch          | —         | MPC                           |
| 473478     | 2015 XG76  | 18 set 2003 | Kitt Peak        | Spacewatch          | —         | MPC                           |
| 473479     | 2015 XE80  | 15 jan 2005 | Kitt Peak        | Spacewatch          | —         | MPC                           |
| 473480     | 2015 XJ81  | 18 set 2009 | Kitt Peak        | Spacewatch          | Brangane  | MPC                           |
| 473481     | 2015 XF82  | 29 jan 2010 | WISE             | WISE                | —         | MPC                           |
| 473482     | 2015 XN82  | 10 jan 2008 | Kitt Peak        | Spacewatch          | Phocaea   | MPC                           |
| 473483     | 2015 XA83  | 1 out 2010  | Mount Lemmon     | Mount Lemmon Survey | —         | MPC                           |
| 473484     | 2015 XM84  | 8 abr 2006  | Kitt Peak        | Spacewatch          | —         | MPC                           |
| 473485     | 2015 XN85  | 2 mar 2006  | Kitt Peak        | Spacewatch          | —         | MPC                           |
| 473486     | 2015 XV86  | 10 abr 2005 | Catalina         | CSS                 | —         | MPC                           |
| 473487     | 2015 XW86  | 13 abr 2013 | Mount Lemmon     | Mount Lemmon Survey | —         | MPC                           |
| 473488     | 2015 XQ87  | 21 abr 2006 | Kitt Peak        | Spacewatch          | —         | MPC                           |
| 473489     | 2015 XA90  | 31 out 2008 | Kitt Peak        | Spacewatch          | —         | MPC                           |
| 473490     | 2015 XQ94  | 14 dez 2010 | Mount Lemmon     | Mount Lemmon Survey | Brangane  | MPC                           |
| 473491     | 2015 XP97  | 25 abr 2007 | Kitt Peak        | Spacewatch          | —         | MPC                           |
| 473492     | 2015 XF102 | 15 nov 2010 | Mount Lemmon     | Mount Lemmon Survey | —         | MPC                           |
| 473493     | 2015 XU103 | 25 jan 2009 | Kitt Peak        | Spacewatch          | —         | MPC                           |
| 473494     | 2015 XV104 | 5 dez 2007  | Mount Lemmon     | Mount Lemmon Survey | —         | MPC                           |
| 473495     | 2015 XX106 | 9 fev 2008  | Kitt Peak        | Spacewatch          | —         | MPC                           |
| 473496     | 2015 XU113 | 8 mai 2005  | Mount Lemmon     | Mount Lemmon Survey | Phocaea   | MPC                           |
| 473497     | 2015 XJ116 | 16 mar 2007 | Kitt Peak        | Spacewatch          | —         | MPC                           |
| 473498     | 2015 XP122 | 18 out 2003 | Kitt Peak        | Spacewatch          | —         | MPC                           |
| 473499     | 2015 XJ123 | 6 mar 2008  | Mount Lemmon     | Mount Lemmon Survey | —         | MPC                           |
| 473500     | 2015 XA129 | 22 out 2009 | Mount Lemmon     | Mount Lemmon Survey | —         | MPC                           |

## 473501–473600
| Designação | Designação | Descoberta  | Descoberta       | Descobridor(es)     | Categoria | Mais informações / Referência |
| Permanente | Provisória | Data        | Local            | Descobridor(es)     | Categoria | Mais informações / Referência |
| ---------- | ---------- | ----------- | ---------------- | ------------------- | --------- | ----------------------------- |
| 473501     | 2015 XL131 | 15 set 2009 | Kitt Peak        | Spacewatch          | —         | MPC                           |
| 473502     | 2015 XT131 | 6 nov 2010  | Kitt Peak        | Spacewatch          | —         | MPC                           |
| 473503     | 2015 XE132 | 19 set 2011 | Mount Lemmon     | Mount Lemmon Survey | —         | MPC                           |
| 473504     | 2015 XL134 | 27 out 2005 | Kitt Peak        | Spacewatch          | —         | MPC                           |
| 473505     | 2015 XY134 | 30 set 2010 | Mount Lemmon     | Mount Lemmon Survey | —         | MPC                           |
| 473506     | 2015 XC136 | 24 out 2009 | Kitt Peak        | Spacewatch          | Ursula    | MPC                           |
| 473507     | 2015 XP136 | 25 out 2005 | Mount Lemmon     | Mount Lemmon Survey | —         | MPC                           |
| 473508     | 2015 XR136 | 13 dez 2006 | Kitt Peak        | Spacewatch          | —         | MPC                           |
| 473509     | 2015 XL137 | 14 dez 2007 | Mount Lemmon     | Mount Lemmon Survey | —         | MPC                           |
| 473510     | 2015 XL138 | 12 mar 2007 | Mount Lemmon     | Mount Lemmon Survey | —         | MPC                           |
| 473511     | 2015 XJ139 | 10 out 2007 | Mount Lemmon     | Mount Lemmon Survey | —         | MPC                           |
| 473512     | 2015 XZ139 | 29 ago 2005 | Campo Imperatore | CINEOS              | —         | MPC                           |
| 473513     | 2015 XD140 | 1 dez 2008  | Mount Lemmon     | Mount Lemmon Survey | —         | MPC                           |
| 473514     | 2015 XW141 | 23 out 2009 | Mount Lemmon     | Mount Lemmon Survey | —         | MPC                           |
| 473515     | 2015 XE144 | 10 dez 2004 | Kitt Peak        | Spacewatch          | —         | MPC                           |
| 473516     | 2015 XO144 | 10 dez 2010 | Mount Lemmon     | Mount Lemmon Survey | —         | MPC                           |
| 473517     | 2015 XY144 | 8 out 2004  | Kitt Peak        | Spacewatch          | —         | MPC                           |
| 473518     | 2015 XN146 | 4 dez 2005  | Mount Lemmon     | Mount Lemmon Survey | —         | MPC                           |
| 473519     | 2015 XU146 | 4 nov 2005  | Mount Lemmon     | Mount Lemmon Survey | —         | MPC                           |
| 473520     | 2015 XN147 | 18 dez 2001 | Socorro          | LINEAR              | —         | MPC                           |
| 473521     | 2015 XP147 | 8 out 2007  | Mount Lemmon     | Mount Lemmon Survey | Mitidika  | MPC                           |
| 473522     | 2015 XW147 | 27 set 2009 | Kitt Peak        | Spacewatch          | —         | MPC                           |
| 473523     | 2015 XZ147 | 27 abr 2006 | Kitt Peak        | Spacewatch          | —         | MPC                           |
| 473524     | 2015 XC148 | 17 set 2009 | Mount Lemmon     | Mount Lemmon Survey | —         | MPC                           |
| 473525     | 2015 XO148 | 23 set 2011 | Kitt Peak        | Spacewatch          | —         | MPC                           |
| 473526     | 2015 XG152 | 19 dez 2007 | Mount Lemmon     | Mount Lemmon Survey | —         | MPC                           |
| 473527     | 2015 XA161 | 5 jan 2006  | Socorro          | LINEAR              | —         | MPC                           |
| 473528     | 2015 XW165 | 28 out 2010 | Catalina         | CSS                 | —         | MPC                           |
| 473529     | 2015 XO166 | 25 set 2009 | Mount Lemmon     | Mount Lemmon Survey | —         | MPC                           |
| 473530     | 2015 XO167 | 10 dez 2009 | Mount Lemmon     | Mount Lemmon Survey | —         | MPC                           |
| 473531     | 2015 XU167 | 16 out 2006 | Kitt Peak        | Spacewatch          | —         | MPC                           |
| 473532     | 2015 XC168 | 26 nov 2009 | Kitt Peak        | Spacewatch          | —         | MPC                           |
| 473533     | 2015 XK170 | 11 abr 2007 | Kitt Peak        | Spacewatch          | —         | MPC                           |
| 473534     | 2015 XP170 | 4 set 2010  | Mount Lemmon     | Mount Lemmon Survey | —         | MPC                           |
| 473535     | 2015 XS170 | 2 out 2006  | Mount Lemmon     | Mount Lemmon Survey | —         | MPC                           |
| 473536     | 2015 XZ170 | 5 nov 2010  | Mount Lemmon     | Mount Lemmon Survey | —         | MPC                           |
| 473537     | 2015 XP171 | 31 dez 1999 | Kitt Peak        | Spacewatch          | —         | MPC                           |
| 473538     | 2015 XR171 | 12 nov 2010 | Mount Lemmon     | Mount Lemmon Survey | —         | MPC                           |
| 473539     | 2015 XC172 | 13 nov 2006 | Catalina         | CSS                 | Phocaea   | MPC                           |
| 473540     | 2015 XN173 | 15 mar 2007 | Catalina         | CSS                 | —         | MPC                           |
| 473541     | 2015 XJ185 | 1 jan 2009  | Kitt Peak        | Spacewatch          | —         | MPC                           |
| 473542     | 2015 XV188 | 3 jan 2000  | Kitt Peak        | Spacewatch          | —         | MPC                           |
| 473543     | 2015 XO191 | 6 abr 2000  | Kitt Peak        | Spacewatch          | Phocaea   | MPC                           |
| 473544     | 2015 XB192 | 3 mar 2006  | Kitt Peak        | Spacewatch          | Mitidika  | MPC                           |
| 473545     | 2015 XO193 | 16 dez 2007 | Kitt Peak        | Spacewatch          | —         | MPC                           |
| 473546     | 2015 XG195 | 13 dez 2006 | Kitt Peak        | Spacewatch          | —         | MPC                           |
| 473547     | 2015 XX195 | 14 jan 2002 | Kitt Peak        | Spacewatch          | —         | MPC                           |
| 473548     | 2015 XP196 | 9 jul 2010  | WISE             | WISE                | —         | MPC                           |
| 473549     | 2015 XS196 | 29 jul 2008 | Mount Lemmon     | Mount Lemmon Survey | Brangane  | MPC                           |
| 473550     | 2015 XB197 | 11 abr 2013 | Mount Lemmon     | Mount Lemmon Survey | —         | MPC                           |
| 473551     | 2015 XL197 | 9 dez 2006  | Kitt Peak        | Spacewatch          | —         | MPC                           |
| 473552     | 2015 XL201 | 25 dez 2010 | Mount Lemmon     | Mount Lemmon Survey | —         | MPC                           |
| 473553     | 2015 XQ201 | 5 nov 2010  | Kitt Peak        | Spacewatch          | —         | MPC                           |
| 473554     | 2015 XH202 | 12 jan 2002 | Kitt Peak        | Spacewatch          | —         | MPC                           |
| 473555     | 2015 XP203 | 22 out 2006 | Kitt Peak        | Spacewatch          | —         | MPC                           |
| 473556     | 2015 XU203 | 17 out 2009 | Mount Lemmon     | Mount Lemmon Survey | Ursula    | MPC                           |
| 473557     | 2015 XF206 | 17 nov 1999 | Kitt Peak        | Spacewatch          | Brangane  | MPC                           |
| 473558     | 2015 XJ207 | 9 jan 1997  | Kitt Peak        | Spacewatch          | —         | MPC                           |
| 473559     | 2015 XC210 | 1 nov 2005  | Mount Lemmon     | Mount Lemmon Survey | —         | MPC                           |
| 473560     | 2015 XQ211 | 15 abr 1994 | Kitt Peak        | Spacewatch          | —         | MPC                           |
| 473561     | 2015 XN212 | 1 mar 2009  | Kitt Peak        | Spacewatch          | —         | MPC                           |
| 473562     | 2015 XL213 | 30 set 2009 | Mount Lemmon     | Mount Lemmon Survey | Croatia   | MPC                           |
| 473563     | 2015 XO214 | 24 nov 2006 | Kitt Peak        | Spacewatch          | —         | MPC                           |
| 473564     | 2015 XE216 | 27 ago 2006 | Anderson Mesa    | LONEOS              | —         | MPC                           |
| 473565     | 2015 XP216 | 29 jan 2011 | Kitt Peak        | Spacewatch          | —         | MPC                           |
| 473566     | 2015 XA217 | 27 jan 2010 | WISE             | WISE                | —         | MPC                           |
| 473567     | 2015 XK217 | 1 mai 1997  | Kitt Peak        | Spacewatch          | —         | MPC                           |
| 473568     | 2015 XD219 | 18 out 2006 | Kitt Peak        | Spacewatch          | —         | MPC                           |
| 473569     | 2015 XG220 | 8 mar 2008  | Kitt Peak        | Spacewatch          | —         | MPC                           |
| 473570     | 2015 XG221 | 10 fev 2008 | Kitt Peak        | Spacewatch          | —         | MPC                           |
| 473571     | 2015 XW222 | 29 dez 2008 | Mount Lemmon     | Mount Lemmon Survey | —         | MPC                           |
| 473572     | 2015 XC223 | 28 jul 2008 | Mount Lemmon     | Mount Lemmon Survey | —         | MPC                           |
| 473573     | 2015 XC224 | 16 mai 2007 | Kitt Peak        | Spacewatch          | —         | MPC                           |
| 473574     | 2015 XP226 | 1 nov 2005  | Mount Lemmon     | Mount Lemmon Survey | —         | MPC                           |
| 473575     | 2015 XL228 | 29 dez 2005 | Mount Lemmon     | Mount Lemmon Survey | —         | MPC                           |
| 473576     | 2015 XS228 | 12 nov 2006 | Mount Lemmon     | Mount Lemmon Survey | —         | MPC                           |
| 473577     | 2015 XR229 | 20 set 2003 | Kitt Peak        | Spacewatch          | —         | MPC                           |
| 473578     | 2015 XD230 | 5 jul 2005  | Siding Spring    | SSS                 | —         | MPC                           |
| 473579     | 2015 XD231 | 3 jan 2012  | Mount Lemmon     | Mount Lemmon Survey | —         | MPC                           |
| 473580     | 2015 XW233 | 11 nov 2010 | Mount Lemmon     | Mount Lemmon Survey | —         | MPC                           |
| 473581     | 2015 XS234 | 30 nov 2005 | Kitt Peak        | Spacewatch          | —         | MPC                           |
| 473582     | 2015 XZ234 | 28 mar 2008 | Mount Lemmon     | Mount Lemmon Survey | —         | MPC                           |
| 473583     | 2015 XE235 | 30 nov 2005 | Kitt Peak        | Spacewatch          | —         | MPC                           |
| 473584     | 2015 XQ236 | 21 set 2009 | Mount Lemmon     | Mount Lemmon Survey | —         | MPC                           |
| 473585     | 2015 XT237 | 29 out 2008 | Mount Lemmon     | Mount Lemmon Survey | —         | MPC                           |
| 473586     | 2015 XU237 | 23 jan 2006 | Kitt Peak        | Spacewatch          | —         | MPC                           |
| 473587     | 2015 XK238 | 27 out 2005 | Kitt Peak        | Spacewatch          | —         | MPC                           |
| 473588     | 2015 XO238 | 23 set 2006 | Kitt Peak        | Spacewatch          | —         | MPC                           |
| 473589     | 2015 XV242 | 1 nov 2005  | Mount Lemmon     | Mount Lemmon Survey | —         | MPC                           |
| 473590     | 2015 XR243 | 28 jan 2007 | Mount Lemmon     | Mount Lemmon Survey | —         | MPC                           |
| 473591     | 2015 XB245 | 15 dez 2009 | Catalina         | CSS                 | —         | MPC                           |
| 473592     | 2015 XO245 | 18 out 2003 | Kitt Peak        | Spacewatch          | —         | MPC                           |
| 473593     | 2015 XQ245 | 14 dez 2010 | Mount Lemmon     | Mount Lemmon Survey | —         | MPC                           |
| 473594     | 2015 XR245 | 20 nov 2003 | Kitt Peak        | Spacewatch          | —         | MPC                           |
| 473595     | 2015 XU245 | 8 mai 2005  | Mount Lemmon     | Mount Lemmon Survey | —         | MPC                           |
| 473596     | 2015 XA246 | 21 fev 2012 | Mount Lemmon     | Mount Lemmon Survey | Phocaea   | MPC                           |
| 473597     | 2015 XH257 | 3 mai 2013  | Siding Spring    | SSS                 | —         | MPC                           |
| 473598     | 2015 XD258 | 4 set 2010  | Kitt Peak        | Spacewatch          | —         | MPC                           |
| 473599     | 2015 XK258 | 14 dez 2004 | Kitt Peak        | Spacewatch          | —         | MPC                           |
| 473600     | 2015 XU258 | 26 nov 2005 | Mount Lemmon     | Mount Lemmon Survey | —         | MPC                           |

## 473601–473700
| Designação | Designação | Descoberta  | Descoberta       | Descobridor(es)     | Categoria | Mais informações / Referência |
| Permanente | Provisória | Data        | Local            | Descobridor(es)     | Categoria | Mais informações / Referência |
| ---------- | ---------- | ----------- | ---------------- | ------------------- | --------- | ----------------------------- |
| 473601     | 2015 XJ259 | 26 dez 2011 | Kitt Peak        | Spacewatch          | —         | MPC                           |
| 473602     | 2015 XW260 | 5 jun 2010  | WISE             | WISE                | —         | MPC                           |
| 473603     | 2015 XY262 | 29 abr 2009 | Kitt Peak        | Spacewatch          | —         | MPC                           |
| 473604     | 2015 XX264 | 21 ago 2003 | Campo Imperatore | CINEOS              | —         | MPC                           |
| 473605     | 2015 XZ264 | 28 mai 2008 | Mount Lemmon     | Mount Lemmon Survey | —         | MPC                           |
| 473606     | 2015 XT265 | 19 nov 2008 | Mount Lemmon     | Mount Lemmon Survey | —         | MPC                           |
| 473607     | 2015 XB266 | 19 set 2003 | Kitt Peak        | Spacewatch          | —         | MPC                           |
| 473608     | 2015 XV268 | 1 out 2010  | Mount Lemmon     | Mount Lemmon Survey | Henan     | MPC                           |
| 473609     | 2015 XB269 | 21 fev 2007 | Mount Lemmon     | Mount Lemmon Survey | —         | MPC                           |
| 473610     | 2015 XK273 | 29 set 2009 | Mount Lemmon     | Mount Lemmon Survey | Brangane  | MPC                           |
| 473611     | 2015 XX273 | 26 nov 2012 | Mount Lemmon     | Mount Lemmon Survey | —         | MPC                           |
| 473612     | 2015 XS274 | 11 mai 2007 | Mount Lemmon     | Mount Lemmon Survey | —         | MPC                           |
| 473613     | 2015 XT274 | 16 nov 2009 | Mount Lemmon     | Mount Lemmon Survey | Ursula    | MPC                           |
| 473614     | 2015 XA276 | 31 jan 2006 | Kitt Peak        | Spacewatch          | —         | MPC                           |
| 473615     | 2015 XP276 | 29 mai 2008 | Mount Lemmon     | Mount Lemmon Survey | —         | MPC                           |
| 473616     | 2015 XT277 | 30 jun 2008 | Kitt Peak        | Spacewatch          | —         | MPC                           |
| 473617     | 2015 XV278 | 26 jan 2001 | Kitt Peak        | Spacewatch          | —         | MPC                           |
| 473618     | 2015 XD279 | 19 set 2009 | Mount Lemmon     | Mount Lemmon Survey | —         | MPC                           |
| 473619     | 2015 XO279 | 13 ago 2013 | Kitt Peak        | Spacewatch          | —         | MPC                           |
| 473620     | 2015 XZ284 | 30 dez 2007 | Kitt Peak        | Spacewatch          | —         | MPC                           |
| 473621     | 2015 XA287 | 30 out 2005 | Mount Lemmon     | Mount Lemmon Survey | —         | MPC                           |
| 473622     | 2015 XJ289 | 17 jan 2005 | Kitt Peak        | Spacewatch          | Mitidika  | MPC                           |
| 473623     | 2015 XA292 | 4 out 2004  | Kitt Peak        | Spacewatch          | —         | MPC                           |
| 473624     | 2015 XL293 | 26 dez 2005 | Kitt Peak        | Spacewatch          | —         | MPC                           |
| 473625     | 2015 XO293 | 15 jan 2005 | Kitt Peak        | Spacewatch          | —         | MPC                           |
| 473626     | 2015 XU297 | 7 fev 2008  | Mount Lemmon     | Mount Lemmon Survey | —         | MPC                           |
| 473627     | 2015 XT298 | 4 dez 2008  | Mount Lemmon     | Mount Lemmon Survey | —         | MPC                           |
| 473628     | 2015 XS306 | 2 abr 2006  | Kitt Peak        | Spacewatch          | —         | MPC                           |
| 473629     | 2015 XC308 | 1 fev 2010  | WISE             | WISE                | —         | MPC                           |
| 473630     | 2015 XX308 | 15 out 2004 | Mount Lemmon     | Mount Lemmon Survey | —         | MPC                           |
| 473631     | 2015 XC309 | 11 out 2010 | Kitt Peak        | Spacewatch          | —         | MPC                           |
| 473632     | 2015 XN309 | 14 out 2009 | Mount Lemmon     | Mount Lemmon Survey | —         | MPC                           |
| 473633     | 2015 XK310 | 25 nov 2005 | Kitt Peak        | Spacewatch          | —         | MPC                           |
| 473634     | 2015 XL311 | 22 jun 2006 | Kitt Peak        | Spacewatch          | —         | MPC                           |
| 473635     | 2015 XX312 | 19 mai 2004 | Kitt Peak        | Spacewatch          | —         | MPC                           |
| 473636     | 2015 XP313 | 15 dez 2004 | Kitt Peak        | Spacewatch          | —         | MPC                           |
| 473637     | 2015 XC314 | 21 set 2011 | Catalina         | CSS                 | —         | MPC                           |
| 473638     | 2015 XR314 | 5 ago 2010  | WISE             | WISE                | —         | MPC                           |
| 473639     | 2015 XN315 | 25 jan 2009 | Kitt Peak        | Spacewatch          | Mitidika  | MPC                           |
| 473640     | 2015 XC316 | 30 dez 2007 | Kitt Peak        | Spacewatch          | —         | MPC                           |
| 473641     | 2015 XO316 | 12 nov 2006 | Mount Lemmon     | Mount Lemmon Survey | —         | MPC                           |
| 473642     | 2015 XS318 | 17 out 2010 | Mount Lemmon     | Mount Lemmon Survey | —         | MPC                           |
| 473643     | 2015 XD321 | 6 dez 2010  | Mount Lemmon     | Mount Lemmon Survey | —         | MPC                           |
| 473644     | 2015 XA322 | 30 jan 2006 | Kitt Peak        | Spacewatch          | —         | MPC                           |
| 473645     | 2015 XQ322 | 18 out 2006 | Kitt Peak        | Spacewatch          | —         | MPC                           |
| 473646     | 2015 XU325 | 2 mar 2009  | Kitt Peak        | Spacewatch          | —         | MPC                           |
| 473647     | 2015 XL327 | 19 set 2009 | Kitt Peak        | Spacewatch          | —         | MPC                           |
| 473648     | 2015 XC330 | 26 ago 2009 | Catalina         | CSS                 | —         | MPC                           |
| 473649     | 2015 XN332 | 25 set 2009 | Mount Lemmon     | Mount Lemmon Survey | —         | MPC                           |
| 473650     | 2015 XS332 | 7 dez 2005  | Kitt Peak        | Spacewatch          | —         | MPC                           |
| 473651     | 2015 XL334 | 8 jan 2000  | Kitt Peak        | Spacewatch          | —         | MPC                           |
| 473652     | 2015 XV334 | 28 out 2005 | Mount Lemmon     | Mount Lemmon Survey | —         | MPC                           |
| 473653     | 2015 XA335 | 4 out 2003  | Kitt Peak        | Spacewatch          | —         | MPC                           |
| 473654     | 2015 XD335 | 23 out 2004 | Kitt Peak        | Spacewatch          | —         | MPC                           |
| 473655     | 2015 XF337 | 7 set 2004  | Kitt Peak        | Spacewatch          | —         | MPC                           |
| 473656     | 2015 XW337 | 1 nov 2005  | Mount Lemmon     | Mount Lemmon Survey | —         | MPC                           |
| 473657     | 2015 XZ337 | 22 out 2006 | Kitt Peak        | Spacewatch          | —         | MPC                           |
| 473658     | 2015 XB342 | 14 dez 2006 | Mount Lemmon     | Mount Lemmon Survey | —         | MPC                           |
| 473659     | 2015 XM343 | 21 nov 2004 | Campo Imperatore | CINEOS              | Brangane  | MPC                           |
| 473660     | 2015 XP343 | 23 out 2009 | Mount Lemmon     | Mount Lemmon Survey | —         | MPC                           |
| 473661     | 2015 XK344 | 3 out 2008  | Mount Lemmon     | Mount Lemmon Survey | —         | MPC                           |
| 473662     | 2015 XX344 | 30 jul 2000 | Socorro          | LINEAR              | —         | MPC                           |
| 473663     | 2015 XJ347 | 2 fev 2008  | Catalina         | CSS                 | —         | MPC                           |
| 473664     | 2015 XS347 | 31 jan 2006 | Kitt Peak        | Spacewatch          | —         | MPC                           |
| 473665     | 2015 XT347 | 1 nov 2005  | Mount Lemmon     | Mount Lemmon Survey | —         | MPC                           |
| 473666     | 2015 XA348 | 17 jan 2009 | Kitt Peak        | Spacewatch          | —         | MPC                           |
| 473667     | 2015 XE348 | 26 jan 2010 | WISE             | WISE                | —         | MPC                           |
| 473668     | 2015 XA350 | 6 dez 2010  | Kitt Peak        | Spacewatch          | Brangane  | MPC                           |
| 473669     | 2015 XD350 | 27 set 2011 | Kitt Peak        | Spacewatch          | —         | MPC                           |
| 473670     | 2015 XP350 | 15 abr 2007 | Catalina         | CSS                 | Brangane  | MPC                           |
| 473671     | 2015 XB351 | 30 nov 2008 | Kitt Peak        | Spacewatch          | —         | MPC                           |
| 473672     | 2015 XH353 | 26 dez 2005 | Mount Lemmon     | Mount Lemmon Survey | —         | MPC                           |
| 473673     | 2015 XB355 | 3 dez 2004  | Kitt Peak        | Spacewatch          | —         | MPC                           |
| 473674     | 2015 XE355 | 30 nov 2005 | Mount Lemmon     | Mount Lemmon Survey | —         | MPC                           |
| 473675     | 2015 XT355 | 28 out 1994 | Kitt Peak        | Spacewatch          | —         | MPC                           |
| 473676     | 2015 XT356 | 28 dez 2011 | Kitt Peak        | Spacewatch          | —         | MPC                           |
| 473677     | 2015 XZ364 | 28 nov 1999 | Kitt Peak        | Spacewatch          | Brangane  | MPC                           |
| 473678     | 2015 XH368 | 29 dez 2005 | Kitt Peak        | Spacewatch          | —         | MPC                           |
| 473679     | 2015 XY369 | 29 nov 2005 | Kitt Peak        | Spacewatch          | —         | MPC                           |
| 473680     | 2015 XH370 | 11 set 2010 | Mount Lemmon     | Mount Lemmon Survey | —         | MPC                           |
| 473681     | 2015 XM372 | 31 out 2010 | Mount Lemmon     | Mount Lemmon Survey | —         | MPC                           |
| 473682     | 2015 XZ373 | 13 out 2010 | Kitt Peak        | Spacewatch          | Brangane  | MPC                           |
| 473683     | 2015 XU374 | 12 nov 2007 | Mount Lemmon     | Mount Lemmon Survey | —         | MPC                           |
| 473684     | 2015 XU379 | 4 abr 2008  | Kitt Peak        | Spacewatch          | —         | MPC                           |
| 473685     | 2015 XZ379 | 15 fev 2010 | WISE             | WISE                | —         | MPC                           |
| 473686     | 2015 XG380 | 10 jan 2011 | Mount Lemmon     | Mount Lemmon Survey | —         | MPC                           |
| 473687     | 2015 XL380 | 2 set 2010  | Mount Lemmon     | Mount Lemmon Survey | —         | MPC                           |
| 473688     | 2015 XM380 | 29 jul 2008 | Kitt Peak        | Spacewatch          | —         | MPC                           |
| 473689     | 2015 XP380 | 11 nov 2007 | Mount Lemmon     | Mount Lemmon Survey | Juno      | MPC                           |
| 473690     | 2015 XG381 | 9 mai 2007  | Mount Lemmon     | Mount Lemmon Survey | —         | MPC                           |
| 473691     | 2015 XY382 | 27 set 2008 | Mount Lemmon     | Mount Lemmon Survey | —         | MPC                           |
| 473692     | 2015 XN384 | 15 out 2009 | Catalina         | CSS                 | —         | MPC                           |
| 473693     | 2015 YW    | 18 mar 2001 | Kitt Peak        | Spacewatch          | Phocaea   | MPC                           |
| 473694     | 2015 YU3   | 30 set 2005 | Mount Lemmon     | Mount Lemmon Survey | —         | MPC                           |
| 473695     | 2015 YL4   | 14 dez 2004 | Socorro          | LINEAR              | —         | MPC                           |
| 473696     | 2015 YA5   | 27 set 2011 | Mount Lemmon     | Mount Lemmon Survey | —         | MPC                           |
| 473697     | 2015 YM6   | 9 fev 1997  | Kitt Peak        | Spacewatch          | —         | MPC                           |
| 473698     | 2015 YP6   | 2 dez 2004  | Catalina         | CSS                 | —         | MPC                           |
| 473699     | 2015 YR6   | 19 set 2006 | Kitt Peak        | Spacewatch          | —         | MPC                           |
| 473700     | 2015 YS6   | 11 dez 2004 | Kitt Peak        | Spacewatch          | —         | MPC                           |

## 473701–473800
| Designação | Designação | Descoberta  | Descoberta    | Descobridor(es)     | Categoria | Mais informações / Referência |
| Permanente | Provisória | Data        | Local         | Descobridor(es)     | Categoria | Mais informações / Referência |
| ---------- | ---------- | ----------- | ------------- | ------------------- | --------- | ----------------------------- |
| 473701     | 2015 YT6   | 16 fev 2010 | WISE          | WISE                | —         | MPC                           |
| 473702     | 2015 YL8   | 14 dez 2001 | Socorro       | LINEAR              | —         | MPC                           |
| 473703     | 2015 YP8   | 24 nov 2003 | Kitt Peak     | Spacewatch          | —         | MPC                           |
| 473704     | 2015 YQ8   | 26 mar 2010 | WISE          | WISE                | —         | MPC                           |
| 473705     | 2015 YW8   | 3 dez 2004  | Kitt Peak     | Spacewatch          | —         | MPC                           |
| 473706     | 2015 YX8   | 13 dez 2006 | Kitt Peak     | Spacewatch          | —         | MPC                           |
| 473707     | 2015 YK9   | 19 nov 2007 | Mount Lemmon  | Mount Lemmon Survey | —         | MPC                           |
| 473708     | 2015 YA11  | 22 set 2009 | Catalina      | CSS                 | —         | MPC                           |
| 473709     | 2015 YC11  | 3 mar 2005  | Catalina      | CSS                 | —         | MPC                           |
| 473710     | 2015 YD16  | 10 mar 2010 | WISE          | WISE                | —         | MPC                           |
| 473711     | 2015 YR16  | 9 jul 2010  | WISE          | WISE                | —         | MPC                           |
| 473712     | 2015 YG17  | 13 fev 2012 | Kitt Peak     | Spacewatch          | —         | MPC                           |
| 473713     | 2015 YF18  | 24 set 2008 | Mount Lemmon  | Mount Lemmon Survey | —         | MPC                           |
| 473714     | 2015 YH18  | 20 set 2003 | Kitt Peak     | Spacewatch          | —         | MPC                           |
| 473715     | 2015 YR18  | 25 out 2011 | XuYi          | PMO NEO             | —         | MPC                           |
| 473716     | 2015 YV18  | 13 dez 2006 | Mount Lemmon  | Mount Lemmon Survey | —         | MPC                           |
| 473717     | 2015 YW18  | 13 jan 2005 | Kitt Peak     | Spacewatch          | Erigone   | MPC                           |
| 473718     | 2015 YU20  | 26 abr 2010 | WISE          | WISE                | —         | MPC                           |
| 473719     | 2016 AA    | 5 dez 2003  | Socorro       | LINEAR              | —         | MPC                           |
| 473720     | 2016 AP3   | 26 mai 2007 | Mount Lemmon  | Mount Lemmon Survey | —         | MPC                           |
| 473721     | 2016 AY116 | 10 out 2007 | Mount Lemmon  | Mount Lemmon Survey | Mitidika  | MPC                           |
| 473722     | 2016 AF119 | 25 jan 2009 | Kitt Peak     | Spacewatch          | —         | MPC                           |
| 473723     | 2016 AS121 | 30 dez 2008 | Mount Lemmon  | Mount Lemmon Survey | —         | MPC                           |
| 473724     | 2016 AV131 | 1 out 2005  | Mount Lemmon  | Mount Lemmon Survey | —         | MPC                           |
| 473725     | 2016 BX6   | 18 dez 2009 | Kitt Peak     | Spacewatch          | —         | MPC                           |
| 473726     | 2016 BU12  | 19 jun 2010 | Mount Lemmon  | Mount Lemmon Survey | —         | MPC                           |
| 473727     | 2016 BO81  | 3 mar 2005  | Catalina      | CSS                 | —         | MPC                           |
| 473728     | 2016 CR27  | 14 out 2007 | Mount Lemmon  | Mount Lemmon Survey | —         | MPC                           |
| 473729     | 2016 CE58  | 8 mai 2005  | Kitt Peak     | Spacewatch          | —         | MPC                           |
| 473730     | 2016 CG123 | 9 jan 2006  | Kitt Peak     | Spacewatch          | —         | MPC                           |
| 473731     | 2016 CQ189 | 22 nov 2014 | Mount Lemmon  | Mount Lemmon Survey | —         | MPC                           |
| 473732     | 2016 CY200 | 9 fev 2005  | Mount Lemmon  | Mount Lemmon Survey | —         | MPC                           |
| 473733     | 2016 CZ204 | 19 fev 2001 | Socorro       | LINEAR              | —         | MPC                           |
| 473734     | 2016 CL222 | 30 dez 2007 | Kitt Peak     | Spacewatch          | —         | MPC                           |
| 473735     | 2016 CG256 | 27 nov 2011 | Kitt Peak     | Spacewatch          | —         | MPC                           |
| 473736     | 2016 CB261 | 27 out 2009 | Kitt Peak     | Spacewatch          | —         | MPC                           |
| 473737     | 2016 DE22  | 11 mar 2005 | Mount Lemmon  | Mount Lemmon Survey | —         | MPC                           |
| 473738     | 2016 DV24  | 31 mai 2006 | Kitt Peak     | Spacewatch          | —         | MPC                           |
| 473739     | 2016 DU25  | 23 mar 2006 | Catalina      | CSS                 | Brangane  | MPC                           |
| 473740     | 2016 DB28  | 4 mar 2005  | Catalina      | CSS                 | —         | MPC                           |
| 473741     | 2016 ES4   | 29 jul 2008 | Mount Lemmon  | Mount Lemmon Survey | —         | MPC                           |
| 473742     | 2016 EV4   | 27 nov 2010 | Mount Lemmon  | Mount Lemmon Survey | —         | MPC                           |
| 473743     | 2016 EW4   | 13 abr 2005 | Kitt Peak     | Spacewatch          | —         | MPC                           |
| 473744     | 2016 EA5   | 16 jan 2004 | Kitt Peak     | Spacewatch          | —         | MPC                           |
| 473745     | 2016 EA7   | 22 out 2006 | Mount Lemmon  | Mount Lemmon Survey | —         | MPC                           |
| 473746     | 2016 EO9   | 21 fev 2007 | Kitt Peak     | Spacewatch          | —         | MPC                           |
| 473747     | 2016 EZ10  | 9 dez 2010  | Mount Lemmon  | Mount Lemmon Survey | —         | MPC                           |
| 473748     | 2016 EB11  | 27 set 2009 | Kitt Peak     | Spacewatch          | —         | MPC                           |
| 473749     | 2016 EW12  | 17 mar 2005 | Catalina      | CSS                 | —         | MPC                           |
| 473750     | 2016 EJ15  | 30 abr 2010 | WISE          | WISE                | —         | MPC                           |
| 473751     | 2016 EK17  | 9 nov 2008  | Mount Lemmon  | Mount Lemmon Survey | —         | MPC                           |
| 473752     | 2016 EL17  | 8 jan 2010  | Catalina      | CSS                 | —         | MPC                           |
| 473753     | 2016 EB18  | 12 jul 2013 | Siding Spring | SSS                 | —         | MPC                           |
| 473754     | 2016 EC30  | 16 jan 2005 | Kitt Peak     | Spacewatch          | —         | MPC                           |
| 473755     | 2016 EY32  | 7 nov 2010  | Catalina      | CSS                 | —         | MPC                           |
| 473756     | 2016 EZ32  | 29 mar 2012 | Mount Lemmon  | Mount Lemmon Survey | —         | MPC                           |
| 473757     | 2016 EB37  | 22 set 2009 | Kitt Peak     | Spacewatch          | —         | MPC                           |
| 473758     | 2016 ES37  | 15 mar 2007 | Catalina      | CSS                 | —         | MPC                           |
| 473759     | 2016 EH45  | 23 set 2008 | Mount Lemmon  | Mount Lemmon Survey | —         | MPC                           |
| 473760     | 2016 EC46  | 25 dez 2005 | Kitt Peak     | Spacewatch          | —         | MPC                           |
| 473761     | 2016 EG50  | 29 nov 2005 | Catalina      | CSS                 | —         | MPC                           |
| 473762     | 2016 EX53  | 14 out 2007 | Kitt Peak     | Spacewatch          | —         | MPC                           |
| 473763     | 2016 EL54  | 26 fev 2007 | Mount Lemmon  | Mount Lemmon Survey | —         | MPC                           |
| 473764     | 2016 EP54  | 19 fev 2010 | Mount Lemmon  | Mount Lemmon Survey | Brangane  | MPC                           |
| 473765     | 2016 EV57  | 4 abr 2005  | Mount Lemmon  | Mount Lemmon Survey | Mitidika  | MPC                           |
| 473766     | 2016 EE58  | 13 dez 2010 | Mount Lemmon  | Mount Lemmon Survey | —         | MPC                           |
| 473767     | 2016 EN59  | 20 set 2001 | Socorro       | LINEAR              | —         | MPC                           |
| 473768     | 2016 EQ60  | 28 fev 2008 | Kitt Peak     | Spacewatch          | —         | MPC                           |
| 473769     | 2016 EJ65  | 18 mar 2010 | Mount Lemmon  | Mount Lemmon Survey | —         | MPC                           |
| 473770     | 2016 ES65  | 18 out 2007 | Kitt Peak     | Spacewatch          | —         | MPC                           |
| 473771     | 2016 EU68  | 8 mai 2010  | WISE          | WISE                | —         | MPC                           |
| 473772     | 2016 EP70  | 14 abr 2005 | Kitt Peak     | Spacewatch          | —         | MPC                           |
| 473773     | 2016 EK73  | 21 out 2006 | Mount Lemmon  | Mount Lemmon Survey | —         | MPC                           |
| 473774     | 2016 EG76  | 20 abr 2006 | Kitt Peak     | Spacewatch          | Flora     | MPC                           |
| 473775     | 2016 EM77  | 21 fev 2006 | Mount Lemmon  | Mount Lemmon Survey | —         | MPC                           |
| 473776     | 2016 EQ78  | 2 abr 2005  | Siding Spring | SSS                 | —         | MPC                           |
| 473777     | 2016 EW78  | 21 set 2009 | Mount Lemmon  | Mount Lemmon Survey | —         | MPC                           |
| 473778     | 2016 EO79  | 27 mar 2003 | Anderson Mesa | LONEOS              | —         | MPC                           |
| 473779     | 2016 EX79  | 6 abr 2008  | Mount Lemmon  | Mount Lemmon Survey | —         | MPC                           |
| 473780     | 2016 EH80  | 17 nov 2009 | Mount Lemmon  | Mount Lemmon Survey | —         | MPC                           |
| 473781     | 2016 EA81  | 27 mar 2011 | Mount Lemmon  | Mount Lemmon Survey | —         | MPC                           |
| 473782     | 2016 EY81  | 5 fev 2011  | Mount Lemmon  | Mount Lemmon Survey | Brangane  | MPC                           |
| 473783     | 2016 EF82  | 5 fev 2011  | Mount Lemmon  | Mount Lemmon Survey | —         | MPC                           |
| 473784     | 2016 EM82  | 11 out 2007 | Catalina      | CSS                 | —         | MPC                           |
| 473785     | 2016 EX85  | 17 set 2004 | Socorro       | LINEAR              | —         | MPC                           |
| 473786     | 2016 EB87  | 10 abr 2005 | Kitt Peak     | Spacewatch          | —         | MPC                           |
| 473787     | 2016 EE87  | 23 set 2008 | Mount Lemmon  | Mount Lemmon Survey | —         | MPC                           |
| 473788     | 2016 EO87  | 2 dez 2010  | Mount Lemmon  | Mount Lemmon Survey | —         | MPC                           |
| 473789     | 2016 EV87  | 17 mar 2010 | Kitt Peak     | Spacewatch          | —         | MPC                           |
| 473790     | 2016 EY87  | 8 nov 2007  | Mount Lemmon  | Mount Lemmon Survey | —         | MPC                           |
| 473791     | 2016 EZ87  | 22 jun 2010 | WISE          | WISE                | —         | MPC                           |
| 473792     | 2016 EN88  | 30 set 2005 | Mount Lemmon  | Mount Lemmon Survey | —         | MPC                           |
| 473793     | 2016 EH89  | 5 mar 2002  | Kitt Peak     | Spacewatch          | —         | MPC                           |
| 473794     | 2016 EK89  | 15 set 2010 | Kitt Peak     | Spacewatch          | —         | MPC                           |
| 473795     | 2016 EG90  | 10 set 2007 | Mount Lemmon  | Mount Lemmon Survey | —         | MPC                           |
| 473796     | 2016 EY90  | 21 dez 2006 | Kitt Peak     | Spacewatch          | —         | MPC                           |
| 473797     | 2016 EY91  | 2 mai 2005  | Kitt Peak     | Spacewatch          | —         | MPC                           |
| 473798     | 2016 EZ91  | 27 ago 2009 | Kitt Peak     | Spacewatch          | —         | MPC                           |
| 473799     | 2016 EK92  | 27 mar 2011 | Mount Lemmon  | Mount Lemmon Survey | —         | MPC                           |
| 473800     | 2016 EM95  | 1 nov 2010  | Mount Lemmon  | Mount Lemmon Survey | —         | MPC                           |

## 473801–473900
| Designação | Designação | Descoberta  | Descoberta    | Descobridor(es)     | Categoria | Mais informações / Referência |
| Permanente | Provisória | Data        | Local         | Descobridor(es)     | Categoria | Mais informações / Referência |
| ---------- | ---------- | ----------- | ------------- | ------------------- | --------- | ----------------------------- |
| 473801     | 2016 EF97  | 6 jan 2010  | Kitt Peak     | Spacewatch          | —         | MPC                           |
| 473802     | 2016 EH101 | 6 abr 2008  | Kitt Peak     | Spacewatch          | —         | MPC                           |
| 473803     | 2016 EB106 | 19 jun 2009 | Kitt Peak     | Spacewatch          | —         | MPC                           |
| 473804     | 2016 ED106 | 17 fev 2007 | Kitt Peak     | Spacewatch          | —         | MPC                           |
| 473805     | 2016 EG108 | 13 nov 2007 | Mount Lemmon  | Mount Lemmon Survey | —         | MPC                           |
| 473806     | 2016 EM108 | 1 mar 2009  | Kitt Peak     | Spacewatch          | —         | MPC                           |
| 473807     | 2016 EU108 | 15 fev 2010 | WISE          | WISE                | —         | MPC                           |
| 473808     | 2016 EK109 | 6 jan 2010  | Kitt Peak     | Spacewatch          | —         | MPC                           |
| 473809     | 2016 EV109 | 4 out 2007  | Kitt Peak     | Spacewatch          | —         | MPC                           |
| 473810     | 2016 EF110 | 25 nov 2005 | Mount Lemmon  | Mount Lemmon Survey | —         | MPC                           |
| 473811     | 2016 EN110 | 1 dez 2008  | Mount Lemmon  | Mount Lemmon Survey | —         | MPC                           |
| 473812     | 2016 EQ110 | 22 set 2008 | Kitt Peak     | Spacewatch          | —         | MPC                           |
| 473813     | 2016 EB111 | 16 set 2003 | Kitt Peak     | Spacewatch          | —         | MPC                           |
| 473814     | 2016 EO111 | 14 mar 2007 | Anderson Mesa | LONEOS              | —         | MPC                           |
| 473815     | 2016 EJ112 | 21 set 2009 | Mount Lemmon  | Mount Lemmon Survey | —         | MPC                           |
| 473816     | 2016 EK112 | 19 fev 2010 | Mount Lemmon  | Mount Lemmon Survey | —         | MPC                           |
| 473817     | 2016 EX113 | 17 dez 2009 | Mount Lemmon  | Mount Lemmon Survey | —         | MPC                           |
| 473818     | 2016 EA114 | 11 set 2007 | Mount Lemmon  | Mount Lemmon Survey | —         | MPC                           |
| 473819     | 2016 EF114 | 2 fev 2006  | Mount Lemmon  | Mount Lemmon Survey | —         | MPC                           |
| 473820     | 2016 EH114 | 11 mar 2008 | Mount Lemmon  | Mount Lemmon Survey | —         | MPC                           |
| 473821     | 2016 EX114 | 9 fev 2005  | Kitt Peak     | Spacewatch          | —         | MPC                           |
| 473822     | 2016 EJ115 | 2 mai 2006  | Kitt Peak     | Spacewatch          | —         | MPC                           |
| 473823     | 2016 EM115 | 10 jun 2007 | Kitt Peak     | Spacewatch          | —         | MPC                           |
| 473824     | 2016 EB116 | 3 mar 2005  | Catalina      | CSS                 | —         | MPC                           |
| 473825     | 2016 EO116 | 30 abr 2013 | Kitt Peak     | Spacewatch          | —         | MPC                           |
| 473826     | 2016 ER116 | 22 mar 2010 | WISE          | WISE                | —         | MPC                           |
| 473827     | 2016 EX116 | 24 ago 2007 | Kitt Peak     | Spacewatch          | —         | MPC                           |
| 473828     | 2016 ES117 | 23 mar 2004 | Kitt Peak     | Spacewatch          | —         | MPC                           |
| 473829     | 2016 ED120 | 21 mai 2012 | Mount Lemmon  | Mount Lemmon Survey | —         | MPC                           |
| 473830     | 2016 EO122 | 18 out 2009 | Mount Lemmon  | Mount Lemmon Survey | —         | MPC                           |
| 473831     | 2016 EA124 | 16 fev 2010 | Mount Lemmon  | Mount Lemmon Survey | —         | MPC                           |
| 473832     | 2016 EB124 | 23 set 2009 | Kitt Peak     | Spacewatch          | —         | MPC                           |
| 473833     | 2016 EF124 | 30 nov 2005 | Kitt Peak     | Spacewatch          | —         | MPC                           |
| 473834     | 2016 EK124 | 18 nov 2003 | Kitt Peak     | Spacewatch          | —         | MPC                           |
| 473835     | 2016 ET124 | 19 set 2008 | Kitt Peak     | Spacewatch          | —         | MPC                           |
| 473836     | 2016 EU124 | 3 set 2008  | Kitt Peak     | Spacewatch          | —         | MPC                           |
| 473837     | 2016 EV124 | 8 jan 2010  | Mount Lemmon  | Mount Lemmon Survey | —         | MPC                           |
| 473838     | 2016 EM125 | 17 abr 2010 | WISE          | WISE                | —         | MPC                           |
| 473839     | 2016 EB126 | 12 abr 2004 | Kitt Peak     | Spacewatch          | —         | MPC                           |
| 473840     | 2016 EM126 | 2 set 2013  | Mount Lemmon  | Mount Lemmon Survey | —         | MPC                           |
| 473841     | 2016 EO126 | 11 nov 2001 | Kitt Peak     | Spacewatch          | —         | MPC                           |
| 473842     | 2016 EQ126 | 1 out 2013  | Mount Lemmon  | Mount Lemmon Survey | Ursula    | MPC                           |
| 473843     | 2016 ES126 | 10 out 1999 | Kitt Peak     | Spacewatch          | —         | MPC                           |
| 473844     | 2016 EW127 | 9 mar 2005  | Mount Lemmon  | Mount Lemmon Survey | —         | MPC                           |
| 473845     | 2016 EM128 | 8 mar 2005  | Mount Lemmon  | Mount Lemmon Survey | —         | MPC                           |
| 473846     | 2016 EW129 | 30 set 2003 | Kitt Peak     | Spacewatch          | —         | MPC                           |
| 473847     | 2016 EX129 | 29 dez 2003 | Kitt Peak     | Spacewatch          | —         | MPC                           |
| 473848     | 2016 EE130 | 26 mar 2007 | Kitt Peak     | Spacewatch          | —         | MPC                           |
| 473849     | 2016 EH130 | 4 out 2013  | Mount Lemmon  | Mount Lemmon Survey | —         | MPC                           |
| 473850     | 2016 EM130 | 10 set 2007 | Mount Lemmon  | Mount Lemmon Survey | —         | MPC                           |
| 473851     | 2016 ER130 | 8 mar 2005  | Mount Lemmon  | Mount Lemmon Survey | —         | MPC                           |
| 473852     | 2016 ET130 | 1 jul 2005  | Kitt Peak     | Spacewatch          | —         | MPC                           |
| 473853     | 2016 EV130 | 14 mar 2005 | Mount Lemmon  | Mount Lemmon Survey | —         | MPC                           |
| 473854     | 2016 EZ130 | 16 nov 2003 | Kitt Peak     | Spacewatch          | —         | MPC                           |
| 473855     | 2016 EB131 | 13 abr 2001 | Kitt Peak     | Spacewatch          | —         | MPC                           |
| 473856     | 2016 EM131 | 4 out 2004  | Kitt Peak     | Spacewatch          | —         | MPC                           |
| 473857     | 2016 EE132 | 27 jan 2006 | Mount Lemmon  | Mount Lemmon Survey | —         | MPC                           |
| 473858     | 2016 EL132 | 18 set 2003 | Kitt Peak     | Spacewatch          | —         | MPC                           |
| 473859     | 2016 EY132 | 27 ago 2009 | Kitt Peak     | Spacewatch          | —         | MPC                           |
| 473860     | 2016 EL133 | 26 jan 2006 | Kitt Peak     | Spacewatch          | —         | MPC                           |
| 473861     | 2016 ES133 | 18 jan 2015 | Mount Lemmon  | Mount Lemmon Survey | Hilda     | MPC                           |
| 473862     | 2016 EX133 | 18 mai 2010 | WISE          | WISE                | —         | MPC                           |
| 473863     | 2016 EC134 | 20 abr 2004 | Kitt Peak     | Spacewatch          | —         | MPC                           |
| 473864     | 2016 EG134 | 26 mar 2007 | Mount Lemmon  | Mount Lemmon Survey | —         | MPC                           |
| 473865     | 2016 EH134 | 26 fev 2012 | Kitt Peak     | Spacewatch          | —         | MPC                           |
| 473866     | 2016 ET134 | 23 set 2004 | Kitt Peak     | Spacewatch          | —         | MPC                           |
| 473867     | 2016 EG135 | 9 out 2004  | Kitt Peak     | Spacewatch          | —         | MPC                           |
| 473868     | 2016 EK135 | 2 out 2008  | Kitt Peak     | Spacewatch          | —         | MPC                           |
| 473869     | 2016 EU135 | 11 set 2007 | XuYi          | PMO NEO             | —         | MPC                           |
| 473870     | 2016 EK136 | 3 mai 2006  | Mount Lemmon  | Mount Lemmon Survey | —         | MPC                           |
| 473871     | 2016 EP136 | 5 out 2004  | Kitt Peak     | Spacewatch          | —         | MPC                           |
| 473872     | 2016 EF137 | 9 set 2007  | Mount Lemmon  | Mount Lemmon Survey | —         | MPC                           |
| 473873     | 2016 EA138 | 11 abr 2005 | Mount Lemmon  | Mount Lemmon Survey | —         | MPC                           |
| 473874     | 2016 EK138 | 31 dez 2005 | Kitt Peak     | Spacewatch          | Hanna     | MPC                           |
| 473875     | 2016 EP138 | 28 mar 2010 | WISE          | WISE                | —         | MPC                           |
| 473876     | 2016 EC139 | 31 jan 2009 | Mount Lemmon  | Mount Lemmon Survey | —         | MPC                           |
| 473877     | 2016 EM139 | 30 ago 2002 | Kitt Peak     | Spacewatch          | Ursula    | MPC                           |
| 473878     | 2016 EY139 | 12 out 2006 | Kitt Peak     | Spacewatch          | —         | MPC                           |
| 473879     | 2016 EH140 | 14 jan 2008 | Kitt Peak     | Spacewatch          | —         | MPC                           |
| 473880     | 2016 EX140 | 25 nov 2006 | Kitt Peak     | Spacewatch          | —         | MPC                           |
| 473881     | 2016 ED141 | 27 fev 2009 | Kitt Peak     | Spacewatch          | —         | MPC                           |
| 473882     | 2016 EF141 | 17 mar 2005 | Kitt Peak     | Spacewatch          | —         | MPC                           |
| 473883     | 2016 ER141 | 8 out 2008  | Mount Lemmon  | Mount Lemmon Survey | —         | MPC                           |
| 473884     | 2016 ER142 | 17 mar 2007 | Kitt Peak     | Spacewatch          | —         | MPC                           |
| 473885     | 2016 EX142 | 2 out 2003  | Kitt Peak     | Spacewatch          | —         | MPC                           |
| 473886     | 2016 EK143 | 27 fev 2006 | Kitt Peak     | Spacewatch          | —         | MPC                           |
| 473887     | 2016 EG144 | 25 jan 2006 | Kitt Peak     | Spacewatch          | —         | MPC                           |
| 473888     | 2016 EK144 | 2 abr 2005  | Mount Lemmon  | Mount Lemmon Survey | —         | MPC                           |
| 473889     | 2016 EQ144 | 8 out 2007  | Mount Lemmon  | Mount Lemmon Survey | —         | MPC                           |
| 473890     | 2016 EK145 | 18 set 2006 | Kitt Peak     | Spacewatch          | —         | MPC                           |
| 473891     | 2016 EL145 | 2 out 2013  | Mount Lemmon  | Mount Lemmon Survey | —         | MPC                           |
| 473892     | 2016 ES145 | 18 abr 2009 | Kitt Peak     | Spacewatch          | —         | MPC                           |
| 473893     | 2016 ET145 | 9 jan 1997  | Kitt Peak     | Spacewatch          | —         | MPC                           |
| 473894     | 2016 ET146 | 9 out 2010  | Mount Lemmon  | Mount Lemmon Survey | —         | MPC                           |
| 473895     | 2016 EX146 | 31 dez 2005 | Kitt Peak     | Spacewatch          | —         | MPC                           |
| 473896     | 2016 EY146 | 8 out 2007  | Mount Lemmon  | Mount Lemmon Survey | —         | MPC                           |
| 473897     | 2016 EB147 | 13 set 2007 | Mount Lemmon  | Mount Lemmon Survey | —         | MPC                           |
| 473898     | 2016 EK147 | 29 set 2008 | Catalina      | CSS                 | —         | MPC                           |
| 473899     | 2016 EN147 | 18 mar 2009 | Catalina      | CSS                 | —         | MPC                           |
| 473900     | 2016 EP147 | 13 abr 2008 | Kitt Peak     | Spacewatch          | —         | MPC                           |

## 473901–474000
| Designação | Designação | Descoberta  | Descoberta   | Descobridor(es)     | Categoria | Mais informações / Referência |
| Permanente | Provisória | Data        | Local        | Descobridor(es)     | Categoria | Mais informações / Referência |
| ---------- | ---------- | ----------- | ------------ | ------------------- | --------- | ----------------------------- |
| 473901     | 2016 ER147 | 17 jan 2007 | Kitt Peak    | Spacewatch          | —         | MPC                           |
| 473902     | 2016 ED148 | 20 dez 1995 | Kitt Peak    | Spacewatch          | —         | MPC                           |
| 473903     | 2016 EE148 | 2 nov 2008  | Mount Lemmon | Mount Lemmon Survey | —         | MPC                           |
| 473904     | 2016 ET148 | 3 mar 2000  | Socorro      | LINEAR              | —         | MPC                           |
| 473905     | 2016 EB149 | 23 out 2009 | Mount Lemmon | Mount Lemmon Survey | —         | MPC                           |
| 473906     | 2016 ER149 | 30 out 2008 | Kitt Peak    | Spacewatch          | Brangane  | MPC                           |
| 473907     | 2016 ES149 | 27 fev 2006 | Kitt Peak    | Spacewatch          | —         | MPC                           |
| 473908     | 2016 EZ149 | 10 out 2004 | Kitt Peak    | Spacewatch          | —         | MPC                           |
| 473909     | 2016 EB150 | 17 nov 2011 | Mount Lemmon | Mount Lemmon Survey | —         | MPC                           |
| 473910     | 2016 EN150 | 23 set 2005 | Kitt Peak    | Spacewatch          | —         | MPC                           |
| 473911     | 2016 EU150 | 3 nov 2008  | Kitt Peak    | Spacewatch          | —         | MPC                           |
| 473912     | 2016 EX150 | 1 fev 2006  | Mount Lemmon | Mount Lemmon Survey | —         | MPC                           |
| 473913     | 2016 ED151 | 29 jan 2011 | Mount Lemmon | Mount Lemmon Survey | —         | MPC                           |
| 473914     | 2016 EH151 | 12 mar 2005 | Kitt Peak    | Spacewatch          | —         | MPC                           |
| 473915     | 2016 EJ151 | 15 abr 2008 | Mount Lemmon | Mount Lemmon Survey | —         | MPC                           |
| 473916     | 2016 EU151 | 1 abr 2005  | Kitt Peak    | Spacewatch          | —         | MPC                           |
| 473917     | 2016 ED152 | 4 mar 2006  | Mount Lemmon | Mount Lemmon Survey | —         | MPC                           |
| 473918     | 2016 EN152 | 10 set 2007 | Kitt Peak    | Spacewatch          | —         | MPC                           |
| 473919     | 2016 ES152 | 29 set 2009 | Mount Lemmon | Mount Lemmon Survey | —         | MPC                           |
| 473920     | 2016 EX152 | 18 out 2003 | Kitt Peak    | Spacewatch          | —         | MPC                           |
| 473921     | 2016 EU154 | 25 mar 2006 | Kitt Peak    | Spacewatch          | —         | MPC                           |
| 473922     | 2016 EE155 | 30 out 2008 | Kitt Peak    | Spacewatch          | —         | MPC                           |
| 473923     | 2016 EH155 | 11 abr 1999 | Kitt Peak    | Spacewatch          | —         | MPC                           |
| 473924     | 2016 EJ155 | 27 fev 2006 | Kitt Peak    | Spacewatch          | —         | MPC                           |
| 473925     | 2016 EL155 | 3 out 1999  | Kitt Peak    | Spacewatch          | —         | MPC                           |
| 473926     | 2016 ES158 | 28 jan 2004 | Kitt Peak    | Spacewatch          | —         | MPC                           |
| 473927     | 2016 EM159 | 18 out 2006 | Kitt Peak    | Spacewatch          | —         | MPC                           |
| 473928     | 2016 EK160 | 3 out 2013  | Kitt Peak    | Spacewatch          | —         | MPC                           |
| 473929     | 2016 EX160 | 1 out 2005  | Kitt Peak    | Spacewatch          | —         | MPC                           |
| 473930     | 2016 EK161 | 19 nov 2009 | Mount Lemmon | Mount Lemmon Survey | —         | MPC                           |
| 473931     | 2016 EM161 | 25 set 2006 | Kitt Peak    | Spacewatch          | —         | MPC                           |
| 473932     | 2016 EF163 | 3 fev 2000  | Kitt Peak    | Spacewatch          | —         | MPC                           |
| 473933     | 2016 EG163 | 3 mar 2005  | Catalina     | CSS                 | —         | MPC                           |
| 473934     | 2016 EQ163 | 18 out 2003 | Kitt Peak    | Spacewatch          | Brangane  | MPC                           |
| 473935     | 2016 ER163 | 14 set 2002 | Kitt Peak    | Spacewatch          | —         | MPC                           |
| 473936     | 2016 EF166 | 20 nov 2003 | Kitt Peak    | Spacewatch          | Brangane  | MPC                           |
| 473937     | 2016 EV166 | 8 nov 2008  | Mount Lemmon | Mount Lemmon Survey | —         | MPC                           |
| 473938     | 2016 EW167 | 12 abr 2011 | Mount Lemmon | Mount Lemmon Survey | Brangane  | MPC                           |
| 473939     | 2016 ED168 | 3 set 2008  | Kitt Peak    | Spacewatch          | —         | MPC                           |
| 473940     | 2016 EH169 | 26 set 2009 | Kitt Peak    | Spacewatch          | —         | MPC                           |
| 473941     | 2016 EP169 | 27 out 2005 | Kitt Peak    | Spacewatch          | —         | MPC                           |
| 473942     | 2016 EY170 | 20 nov 2003 | Kitt Peak    | Spacewatch          | Brangane  | MPC                           |
| 473943     | 2016 EG171 | 3 fev 2009  | Kitt Peak    | Spacewatch          | —         | MPC                           |
| 473944     | 2016 EL172 | 7 jun 2008  | Kitt Peak    | Spacewatch          | —         | MPC                           |
| 473945     | 2016 EP172 | 13 mar 2007 | Catalina     | CSS                 | —         | MPC                           |
| 473946     | 2016 EY175 | 28 ago 2005 | Kitt Peak    | Spacewatch          | —         | MPC                           |
| 473947     | 2016 EU177 | 6 nov 2008  | Mount Lemmon | Mount Lemmon Survey | —         | MPC                           |
| 473948     | 2016 EY178 | 29 jan 1998 | Kitt Peak    | Spacewatch          | —         | MPC                           |
| 473949     | 2016 EF179 | 10 out 2007 | Kitt Peak    | Spacewatch          | —         | MPC                           |
| 473950     | 2016 EK179 | 21 set 2008 | Mount Lemmon | Mount Lemmon Survey | —         | MPC                           |
| 473951     | 2016 EQ179 | 14 set 2007 | Mount Lemmon | Mount Lemmon Survey | —         | MPC                           |
| 473952     | 2016 ES179 | 10 out 2010 | Kitt Peak    | Spacewatch          | —         | MPC                           |
| 473953     | 2016 EO180 | 17 mar 2005 | Kitt Peak    | Spacewatch          | —         | MPC                           |
| 473954     | 2016 EE181 | 30 jan 2006 | Kitt Peak    | Spacewatch          | —         | MPC                           |
| 473955     | 2016 EF181 | 2 out 1999  | Kitt Peak    | Spacewatch          | —         | MPC                           |
| 473956     | 2016 EN181 | 27 mar 2003 | Kitt Peak    | Spacewatch          | —         | MPC                           |
| 473957     | 2016 EQ181 | 29 mar 2012 | Mount Lemmon | Mount Lemmon Survey | —         | MPC                           |
| 473958     | 2016 EE182 | 27 mar 2003 | Kitt Peak    | Spacewatch          | —         | MPC                           |
| 473959     | 2016 EX184 | 17 mar 2002 | Kitt Peak    | Spacewatch          | —         | MPC                           |
| 473960     | 2016 EK186 | 8 dez 2010  | Mount Lemmon | Mount Lemmon Survey | —         | MPC                           |
| 473961     | 2016 EL186 | 10 mar 2005 | Mount Lemmon | Mount Lemmon Survey | —         | MPC                           |
| 473962     | 2016 EE187 | 25 dez 2010 | Mount Lemmon | Mount Lemmon Survey | —         | MPC                           |
| 473963     | 2016 EX187 | 29 out 2008 | Kitt Peak    | Spacewatch          | Brangane  | MPC                           |
| 473964     | 2016 EA188 | 10 jan 2010 | Kitt Peak    | Spacewatch          | —         | MPC                           |
| 473965     | 2016 EE188 | 2 jan 2012  | Mount Lemmon | Mount Lemmon Survey | —         | MPC                           |
| 473966     | 2016 EK188 | 18 dez 2004 | Mount Lemmon | Mount Lemmon Survey | Brangane  | MPC                           |
| 473967     | 2016 EA190 | 11 mai 2002 | Socorro      | LINEAR              | —         | MPC                           |
| 473968     | 2016 EK190 | 7 jan 2010  | Kitt Peak    | Spacewatch          | —         | MPC                           |
| 473969     | 2016 EM191 | 9 fev 2002  | Kitt Peak    | Spacewatch          | —         | MPC                           |
| 473970     | 2016 EN191 | 14 mar 2007 | Catalina     | CSS                 | —         | MPC                           |
| 473971     | 2016 EW191 | 28 dez 2011 | Mount Lemmon | Mount Lemmon Survey | —         | MPC                           |
| 473972     | 2016 EP192 | 29 abr 2008 | Mount Lemmon | Mount Lemmon Survey | Meliboea  | MPC                           |
| 473973     | 2016 EE193 | 18 abr 2012 | Kitt Peak    | Spacewatch          | Phocaea   | MPC                           |
| 473974     | 2016 EM195 | 5 fev 2011  | Catalina     | CSS                 | —         | MPC                           |
| 473975     | 2016 EX195 | 24 mai 2010 | WISE         | WISE                | Brangane  | MPC                           |
| 473976     | 2016 EB196 | 17 jan 2010 | Kitt Peak    | Spacewatch          | —         | MPC                           |
| 473977     | 2016 EG196 | 1 fev 2005  | Kitt Peak    | Spacewatch          | —         | MPC                           |
| 473978     | 2016 EK196 | 16 mar 2005 | Catalina     | CSS                 | —         | MPC                           |
| 473979     | 2016 ER196 | 18 abr 2005 | Catalina     | CSS                 | —         | MPC                           |
| 473980     | 2016 ES196 | 9 fev 2010  | Catalina     | CSS                 | —         | MPC                           |
| 473981     | 2016 ET196 | 30 set 2008 | Mount Lemmon | Mount Lemmon Survey | —         | MPC                           |
| 473982     | 2016 EH197 | 15 ago 2009 | Kitt Peak    | Spacewatch          | —         | MPC                           |
| 473983     | 2016 EA198 | 9 mar 2007  | Mount Lemmon | Mount Lemmon Survey | —         | MPC                           |
| 473984     | 2016 ER198 | 12 out 2007 | Kitt Peak    | Spacewatch          | —         | MPC                           |
| 473985     | 2016 EE201 | 15 out 2007 | Mount Lemmon | Mount Lemmon Survey | —         | MPC                           |
| 473986     | 2016 EM201 | 21 jan 2012 | Kitt Peak    | Spacewatch          | —         | MPC                           |
| 473987     | 2016 EU201 | 19 mar 2007 | Mount Lemmon | Mount Lemmon Survey | —         | MPC                           |
| 473988     | 2016 EY201 | 27 dez 2005 | Kitt Peak    | Spacewatch          | —         | MPC                           |
| 473989     | 2016 EC202 | 10 out 2004 | Kitt Peak    | Spacewatch          | —         | MPC                           |
| 473990     | 2016 EM202 | 3 jun 2010  | WISE         | WISE                | —         | MPC                           |
| 473991     | 2016 EU202 | 25 out 2008 | Mount Lemmon | Mount Lemmon Survey | Ursula    | MPC                           |
| 473992     | 2016 FH17  | 23 mar 2006 | Kitt Peak    | Spacewatch          | —         | MPC                           |
| 473993     | 2016 FT17  | 24 abr 2000 | Kitt Peak    | Spacewatch          | —         | MPC                           |
| 473994     | 2016 FV19  | 8 mar 2005  | Catalina     | CSS                 | —         | MPC                           |
| 473995     | 2016 FX19  | 11 jan 2010 | Kitt Peak    | Spacewatch          | —         | MPC                           |
| 473996     | 2016 FY19  | 15 dez 2004 | Kitt Peak    | Spacewatch          | —         | MPC                           |
| 473997     | 2016 FH21  | 9 mar 2005  | Socorro      | LINEAR              | —         | MPC                           |
| 473998     | 2016 FM23  | 21 set 1996 | Kitt Peak    | Spacewatch          | —         | MPC                           |
| 473999     | 2016 FW23  | 1 out 2005  | Mount Lemmon | Mount Lemmon Survey | —         | MPC                           |
| 474000     | 2016 FW32  | 23 set 2008 | Kitt Peak    | Spacewatch          | Brangane  | MPC                           |